# 이탈리아 축구 국가대표팀
이탈리아 축구 국가대표팀(이탈리아어: Nazionale di calcio dell'Italia 나치오날레 디 칼초 델리탈리아[*], Nazionale Italiana di calcio 나치오날레 이탈리아나 디 칼초[*])은 국제 축구에서 이탈리아를 대표하는 팀으로, 이탈리아 축구의 행정 부서인 이탈리아 축구 연맹 (FIGC)의 관리를 받는다. 이탈리아는 FIFA 월드컵 역사상 가장 많은 성공을 거둔 국가 중 하나로, FIFA 월드컵 우승을 4번 (1934년, 1938년, 1982년, 2006년) 거두었고, 준우승도 2번 (1970년, 1994년) 경험하였고, 3위 (1990년) 와 4위 (1978년) 도 1번씩 기록하였다. UEFA 유럽 축구 선수권 대회도 2차례 (1968년),
(2020년) 우승한 전적이 있으며, 결승전에 2번 더 (2000년, 2012년) 올랐고, 하계 올림픽에서는 금메달 1개 (1936년) 를, 중앙 유럽 국제 컵 대회에서는 2번 우승하였다. 이탈리아가 FIFA 컨페더레이션스컵에서 거둔 최고 성적은 2013년에 거둔 3위였다.
2010년 FIFA 월드컵과 2014년 FIFA 월드컵의 연이은 조별 리그 탈락에 이어 2018년 FIFA 월드컵에 이어서 2022년 FIFA 월드컵마저 2연속 지역예선 탈락하는 수모를 겪은 탓에 4대회 연속 본선 토너먼트(16강)에 진출하지 못해서 이젠 더 이상 우승 후보라고 평가하기 힘든 수준까지 추락했으며 2026년 FIFA 월드컵마저 지역예선 탈락할 경우 FIFA 월드컵 우승팀으로서는 이례적으로 3연속 지역예선 탈락이라는 치욕을 당하게 된다. 이는 1980년대 ~ 2000년대의 우루과이 만큼이나 암울한 기록이다. 황당하게도 이 기간 동안 FIFA 월드컵 빼고 나머지 축구대회는 굉장히 잘했다는 아이러니함을 보여주고 있는데 UEFA 유로 2012 준우승, UEFA 유로 2020 우승, 2020-21년 UEFA 네이션스리그 및 2022-23년 UEFA 네이션스리그 2대회 연속 파이널 진출을 이루었다. 이탈리아 축구 국가대표팀이 다시 우승 후보로 도약하기 위해서는 2026년 FIFA 월드컵에서 적어도 8강에는 진출해야 한다.
이로 인해 현재 이탈리아 축구 국가대표팀의 현역 선수 중에서 FIFA 월드컵 본선 토너먼트(16강)를 경험한 선수는 아무도 없다. 마지막으로 FIFA 월드컵 본선 토너먼트(16강 이상)를 경험했던 선수는 잔루이지 부폰이다.
국가대표팀의 별칭은 이 아주리 (Gli Azzurri)로, 이탈리아 국가대표팀과 이탈리아 선수단들의 유니폼 색상에서 유래하였다. 초창기의 두 경기에서, 이탈리아 국가대표팀은 백색 상의와 각 소속팀에서 사용한 하의를 조합하여 사용하였다. 현재 사용되는 연청색, 상의는 3번째 경기에서 처음으로 사용되었다. "아주로" (Azzurro)라는 이탈리아어 단어의 유래는 "사보이아의 푸른색" (Azzurro Savoia)에서 유래하였는데, 사보이아는 1861년에 이탈리아 왕국을 통일시킨 가문으로, 현재 이탈리아의 대통령 공식적 상징으로 계속 사용되고 있다.
주 훈련장은 피렌체 코베르차노의 이탈리아 축구 연맹 기술 본부에 위치하며, 국가대표팀은 이탈리아 전국의 다수 구장에서 홈경기를 벌인다.

## 역사

### 초창기와 2번의 FIFA 월드컵

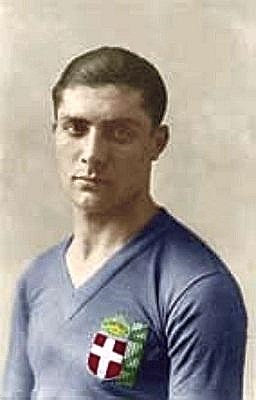
주세페 메아차

이탈리아 국가대표팀의 첫 경기는 1910년 5월 15일, 밀라노에서 열렸는데, 이 경기에서 이탈리아는 프랑스를 6 - 2로 이겼다. 주변의 격변하는 상황으로 인해 당시 리그 최강이었던 프로 베르첼리의 선수들이 출전하지 못하였다. 경기 종료 후, 선수들은 4,000명의 관중들이 던진 담배갑을 선물로 가져갔다. 이탈리아 국가대표팀은 데시모니; 바리스코, 칼리; 트레레, 포사티, 카펠로; 데베르나르디, 리치, 체베니니, 라나, 보이오키로 구성된 (2-3-5)의 포메이션으로 조직되어 활약하였다. 초창기 국가대표팀 주장은 프란체스코 칼리였다.
국가대표팀의 첫 주요 대회 성과는 암스테르담에서 열린 1928년 하계 올림픽에서 동메달을 획득한 것이었다. 우루과이와의 준결승전에서 패한 이탈리아는 이집트와의 동메달 결정전에서 11 - 3의 대승을 거두었다.
초대 FIFA 월드컵 (우루과이에서 열린 1930년 대회)의 참가를 거절한 이탈리아 국가대표팀은 이어지는 1934년과 1938년 대회에서 비토리오 포초 감독의 지휘와 역대 최고의 이탈리아 축구 선수로 손꼽히는 주세페 메아차의 특출한 활약 하에 2대회 연속 우승을 거두었다. 당대 활약했던 주요 선수들로는 루이스 몬티, 조반니 페라리, 주세페 루피노, 그리고 비르지뇨 로세타가 있었고, 1934년 대회를 개최한 아주리 (Azzurri) 은 로마에서 열린 체코슬로바키아와의 결승전에서 라이문도 오르시와 안젤로 스키아비오의 골에 힘입어 2 - 1로 승리를 거두었다. 4년 뒤에 프랑스에서 열린 대회에서 이탈리아는 8강에서 개최국 프랑스에 3 - 1로 이겼고, 이탈리아는 개최국을 상대로 승리를 기록한 최초의 팀으로 기록되었다. 이후 브라질을 준결승전에서 격파한 이탈리아는, 파리에서 헝가리를 4 - 2로 꺾고 FIFA 월드컵 타이틀 방어에 성공하였다. 이탈리아는 1958년과 1962년 대회를 연달아 우승한 브라질과 더불어, FIFA 월드컵 타이틀을 성공적으로 방어한 경험이 있는 유이한 국가이다. 다만 루이스 몬티, 엔리케 과이타, 라이문도 오르시는 원래 아르헨티나 축구 국가대표팀에 소속되어 있었던 선수들로 이탈리아 축구 협회에서 이들을 이탈리아 축구 국가대표팀으로 불러들여 엔트리에 포함시킨 것이다. 이 선수들을 이탈리아에게 빼앗긴 아르헨티나는 더 이상 선수들을 빼앗기지 않기 위해서 고의로 실력이 형편없는 선수들로 구성해 스웨덴에게 일부러 져주고 스스로 탈락했다.
이후 FIFA 월드컵은 제2차 세계 대전이 발발하면서 1950년 대회가 열리기까지 12년간 중단되었다. 그 결과 이탈리아는 1934년부터 1950년까지 FIFA 월드컵 타이틀을 보유하면서, FIFA 월드컵 역대 최장 기간 보유 국가가 되었다. 이탈리아 국적의 FIFA 부회장인 오토리노 바라시 박사는 쥘리메 트로피를 제2차 세계 대전 기간 동안 침대 밑 신발 상자에 숨겨놓아 점령국들의 손에 넘어가는 것을 방지하였다.

### 제2차 세계 대전 후
1949년, 토리노 (세리에 A 5연패를 달성한 팀) 선수들이 수페르가 항공기 참사에서 국가대표팀을 구성하는 선수 11명 중 10명이 사망하였다. 이듬해, 이탈리아는 브라질까지 장기간 항해 (또다른 항공 참사 방지의 목적이 있었다.) 한 여파로 인해 1950년 FIFA 월드컵에서 1라운드를 통과하는데 실패하였다.
이탈리아는 이어지는 1954년과 1962년의 FIFA 월드컵 대회에서도 1라운드를 넘기지 못하였고, 1958년에는 본선에 진출하지조차 못하였다. 1960년대 초, 이탈리아의 두 클럽들인 밀란과 인테르나치오날레가 국제 축구 무대를 지배하였으나, 국가대표팀은 이에 상응하는 결과를 내지 못하였다. 이탈리아는 초대 1960년에 열린 UEFA 유럽 축구 선수권 대회에 참가하지 못하였고, 1964년 대회에서도 소비에트 연방에게 16강에서 패해 떨어졌다.
이탈리아의 잔혹사는 1966년 FIFA 월드컵에서 조선민주주의인민공화국과의 조별 리그 최종전에서 0 - 1로 패하면서 계속되었다. 1966년 대회에서 리베라와 불가렐리를 선수단에 포함시킨 아주리 (Azzurri) 은 이 두명의 선수를 잃고 세미프로선수들로 구성된 조선민주주의인민공화국 선수단에게 패하며 불명예스럽게 귀환하였고, 조선민주주의인민공화국의 결승골 득점자인 박두익은 골리앗을 사살한 다윗으로 묘사되었다.

### UEFA 유로 1968 우승과 FIFA 월드컵 준우승
아주리 (Azzurri)는 1968년, 1938년에 FIFA 월드컵을 우승한 이래 처음으로 주요 대회를 우승하였다. 이탈리아는 UEFA 유로 1968 로마에서 열린 결승전에서 유고슬라비아를 꺾고 우승을 거두었다. 이 경기는 주요 축구 대회 결승전 경기들 중 유일하게 재경기를 통해 승자가 가려진 경기이다. 승부차기가 도입되기 전인 당시, 연장전이 1 - 1 무승부로 끝나자, 규정에 따라 며칠 후에 재경기를 치르게 되었다. 이탈리아는 재경기에서 리바와 아나스타시의 골에 힘입어 2 - 0으로 승리를 거두어 우승 트로피를 수집하였다.
1970년, 이탈리아는 또다시 우승 후보로써 대회에 참가하였다. 유럽을 정복한 자친토 파케티, 리베라, 리바와 새내기 공격수 로베르토 보닌세냐 등의 선수를 이용해, 푸른 군단은 32년만에 FIFA 월드컵 연속 1라운드 탈락의 수렁에서 벗어났다. 이 대회에서 이탈리아는 축구 역사상 가장 유명한 경기를 치르며 결승전에 올랐다. 이탈리아가 서독을 4 - 3으로 이긴 준결승전 경기는 "세기의 경기"로도 알려져 있다. 비록 이어지는 결승전에서 막강한 브라질의 화력 앞에 무릎을 꿇었으나, 1970년 FIFA 월드컵에 참가한 이탈리아 선수단은 역사상 가장 강력한 선수단들 중 하나로 손꼽힌다. 이 "멕시코 세대"의 국제대회 성공은 이어지는 1974년 FIFA 월드컵에서 라토의 폴란드에게 1라운드에서 패해 탈락하면서 끝이 났다.

### 베아르초트의 임기와 3번째 FIFA 월드컵

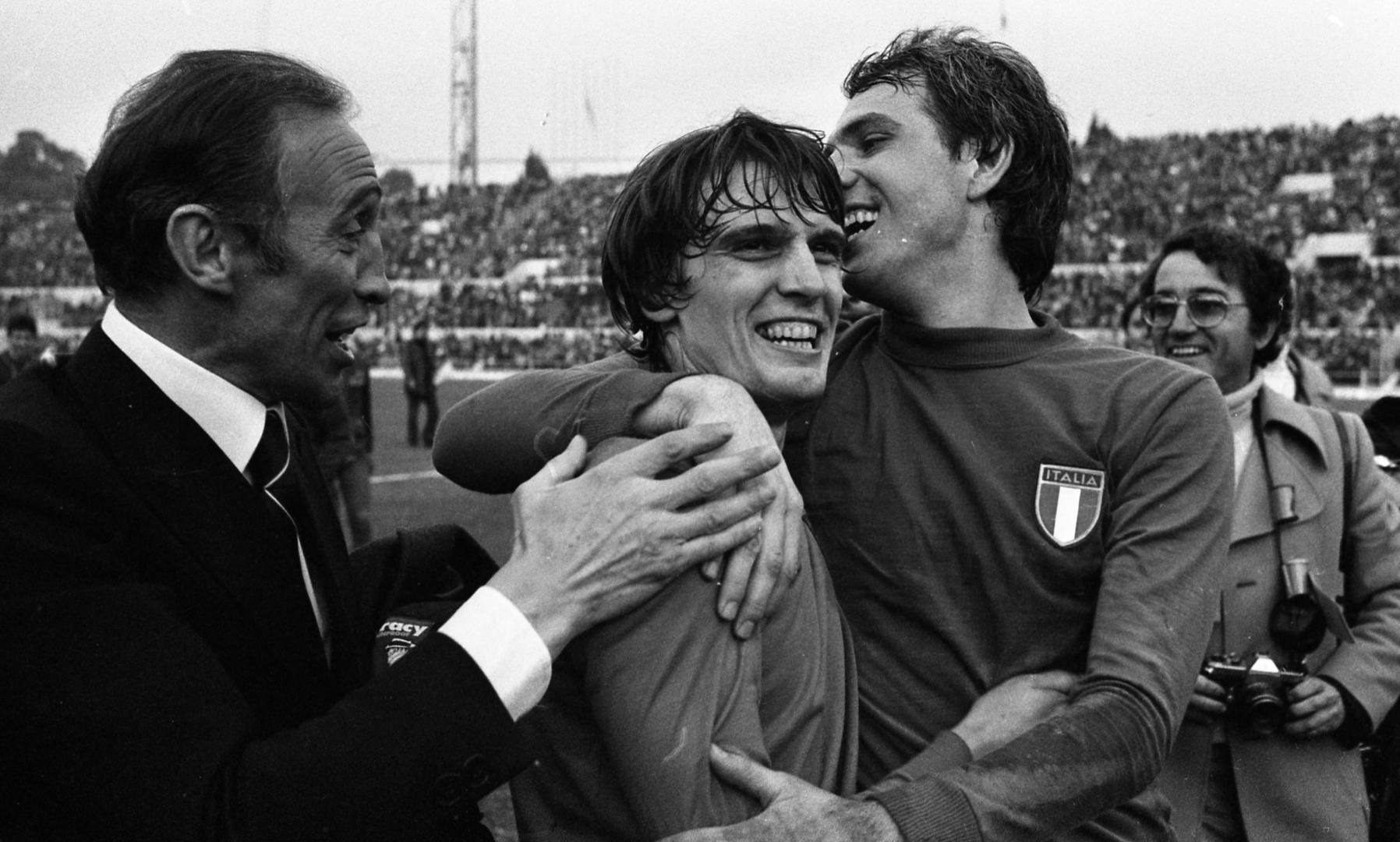
엔초 베아르초트 감독 (왼쪽) 은 이탈리아 국가대표팀을 1982년 FIFA 월드컵 우승으로 이끌었다.

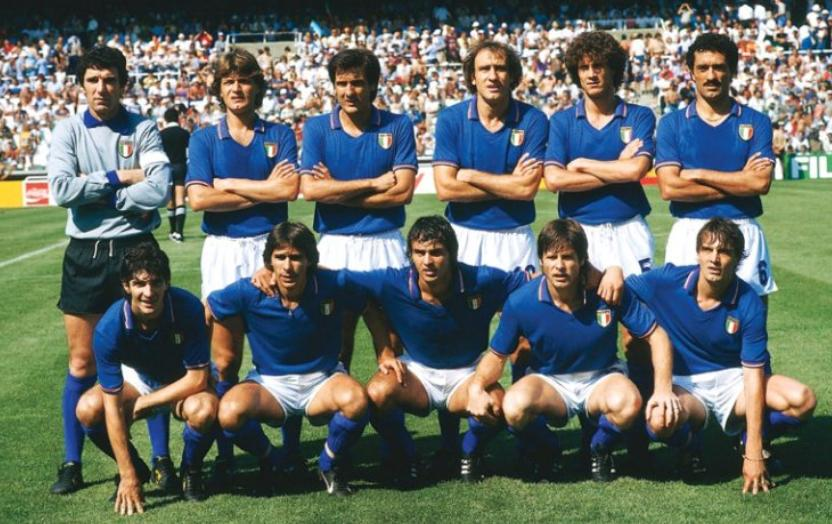
1982년 FIFA 월드컵에서 아르헨티나와의 2차 조별 리그 경기를 앞두고 촬영한 이탈리아 선수들

아르헨티나에서 열린 1978년 FIFA 월드컵에서 차세대 이탈리아 선수들이 국제 무대에 등장하였는데, 이들 중 가장 잘 알려진 선수로 파올로 로시가 있었다. 이탈리아는 1라운드에서 훌륭한 활약을 펼쳤고, 대회에서 개최국이자 나중에 우승을 차지하는 아르헨티나를 격파하기도 하였다. 2차 조별 리그에서 이탈리아는 서독과 0 - 0으로 비기고 오스트리아에게 1 - 0으로 이긴 후 네덜란드에게 1 - 2로 패해 브라질과 3위 결정전을 치러 1 - 2로 패하였다. 네덜란드전에서, 이탈리아 수문장 디노 초프는 장거리 슛을 실점하였고, 패배의 주범으로 비난의 대상이 되었다. 이탈리아는 참가 팀수가 처음으로 4팀에서 8팀으로 증가한 UEFA 유로 1980 대회를 개최하였고, 개최국은 대회 본선에 직행하였다. 이탈리아는 스페인과 벨기에에 연달아 비기고 잉글랜드에게 1 - 0 신승을 거둔 후, 체코슬로바키아와의 3위 결정전에서 승부차기 끝에 패하였다.
세리에 A에서 토토네로 스캔들이 터지자, 파올로 로시를 비롯한 몇명의 선수들은 실형에 처해졌고, 승부 조작과 불법 도박으로 아주리 (Azzurri) 로써의 경기 출전하지 못하였고, 대중적인 비관과 불쾌함이 표출되는 가운데 1982년 FIFA 월드컵을 앞두고 복귀하였다. 이탈리아는 폴란드, 페루, 그리고 카메룬과 3경기를 연달아 부진 끝에 비기고 다음 라운드에 진출하였다. 대대적인 질타를 받은 후, 이탈리아 선수단은 그 후로부터 엔초 베아르초트와 디노 초프 선수를 제외하고는 기자 회견을 열지 않았다.
이탈리아는 2차 조별 리그에 진출해 아르헨티나와 브라질과 함께 진정한 죽음의 조에 끼면서 힘을 발휘하기 시작하였다. 아르헨티나와의 첫 경기에서 이탈리아는 디에고 마라도나의 팀과의 경기에서 이탈리아의 수비진과 중원에서 거친 모습으로 경기에서의 능숙함을 증명해내며 지독한 신경전 끝에 2 - 1로 이겼다. 이탈리아의 득점은 모두 왼발슛으로 기록되었는데, 골의 주인공은 마르코 타르델리와 안토니오 카브리니였다. 브라질이 아르헨티나를 3 - 1로 꺾으면서, 이탈리아는 준결승전에 진출하기 위해 반드시 승리가 필요한 상황이었다. 이탈리아는 파올로 로시의 득점에 힘입어 두 차례 앞서나갔고, 브라질이 동점골로 두 차례 따라붙었다. 파울루 호베르투 파우캉의 득점이 발생하면서, 2 - 2로 승부가 원점으로 돌아왔고, 이 상황에서 브라질이 준결승전에 진출하는 상황이었다; 그러나 74분, 파올로 로시의 결승골이 밀집된 페널티 박스 안에서 터지면서 이탈리아가 FIFA 월드컵 역사상 최고의 명승부를 벌이고 준결승전에 진출하였다. 2차 조별 리그에서의 상승세를 안고, 이탈리아는 손쉽게 폴란드에 승리를 거두었고, 로시는 이 준결승 첫번째 경기에서 2골을 추가하였다.
결승전에서, 이탈리아는 프랑스를 승부차기 끝에 꺾고 올라온 서독과 만났다. 경기 전반전은 카브리니가 한스-페터 브리겔이 브루노 콘티에게 파울한 것으로 얻어낸 페널티킥을 실점하면서 무득점으로 마무리되었다. 후반전에 파올로 로시는 또다시 팀의 선제골을 뽑아내었고, 서독이 동점골을 넣기 위해 전진하는 과정에 타르델리와 교체선수 알레산드로 알토벨리가 역공 전술을 통해 3 - 0으로 앞서나가게 만들었다. 경기 종료 7분 전, 파울 브라이트너가 서독의 만회골을 득점하였고, 자신을 펠레 이래 처음으로 두번의 비연속적인 FIFA 월드컵에서 득점한 선수로 이름을 올렸다.
타르델리가 추가골을 넣고 외친 포효는 지금까지도 이탈리아의 1982년 FIFA 월드컵 우승의 상징적인 의미를 지니고 있다. 파올로 로시는 6골을 득점해 득점왕에 올랐고, 40세의 주장이자 수문장인 디노 초프는 FIFA 월드컵을 우승한 최연장 선수로 기록되었다.
1982년 대회 우승 후로부터 24년간, 아주리 (Azzurri)는 국제 무대에서의 인상적인 행보를 이어나갔으나, 우승을 거두지는 못하였다. 이탈리아는 UEFA 유로 1984의 본선에 진출하지 못하였고, 1986년 FIFA 월드컵에서는 프랑스에게 0 - 2로 완패하며 16강에서 떨어졌다.

### FIFA 월드컵과 UEFA 유럽 축구 선수권 대회 준우승
1988년, 이탈리아는 UEFA 유로 1988에 참가해 준결승전까지 올라갔으나, 소비에트 연방에게 0 - 2로 완패하였다. 같은 해, 하계 올림픽에서는 잠비아를 상대로 패했다.
이탈리아는 1990년 FIFA 월드컵 개최로 FIFA 월드컵을 두번 개최한 나라가 되었다. 이탈리아 공격진은 살바토레 스킬라치와 영건 로베르토 바조와 같은 선수들로 구축되어 있었다. 우승 후보로 거론되고, 대회의 5경기에서 무실점을 기록했음에도 불구하고, 이탈리아는 전 대회 우승팀 아르헨티나와의 준결승전에서 연장전에 1 - 1로 비긴 후 승부차기에서 3 - 4로 패해 탈락하였다. 경기에서, 스킬라치의 전반전 선제골은 아르헨티나의 클라우디오 카니히아의 후반전 헤딩 동점골에 의해 무마되었다. 알도 세레나가 이미 로베르토 도나도니의 킥이 세르히오 고이코체아에 의해 선방된 상황에서 실축하였다. 이탈리아는 잉글랜드와의 3위 결정전에서 스킬라치의 페널티킥 결승골에 힘입어 2 - 1로 이겼고, 스킬라치는 6골로 대회 득점왕에 올랐다. 이후 이탈리아는 UEFA 유로 1992 예선에서 탈락하였다.
1994년 FIFA 월드컵에서 이탈리아는 부진하게 시작하였으나, 기여코 결승전까지 진출하였다. 이탈리아는 아일랜드에게 0 - 1로 패하였는데, 이 경기는 1990년 대회부터 1998년 대회까지의 3대회 중에 유일하게 (승부차기에서의 패배 제외) 패배를 기록한 경기였으며, 1988년부터 2010년까지 정규 시간 이내에 패한 UEFA 유럽 축구 선수권 대회나 FIFA 월드컵의 5경기 중 한경기였다. (2번째로 패한 경기는 UEFA 유로 1996의 체코전이었고, 3번째는 2002년 FIFA 월드컵의 크로아티아 조별 리그전이었고, 네덜란드와의 UEFA 유로 2008 1차전에서 0 - 3으로 패한 것이 그 다음이었고, 그리고 슬로바키아와의 2010년 FIFA 월드컵 조별 리그 최종전에서 패한 것이 5번째였다.) 노르웨이에게 1 - 0 진땀승을 거두고, 멕시코에게 1 - 1로 비기면서, 이탈리아는 E조에서 나머지 3팀과 승점에서 모두 동점을 이루었으나, 다득점 원칙 덕에 생존하였다. 16강전에서 이탈리아는 나이지리아를 상대로 막판에 0 - 1 실점을 당했으나, 88분에 로베르토 바조의 환상적인 동점골이 터졌고, 이어서 인저리 타임에도 바조가 또 페널티킥을 성공시켜 승리를 견인했다. 바조는 스페인과의 8강전에서도 또다시 막판에 득점에 성공해 2 - 1 승리를 확정지었고, 불가리아전에서의 환상적인 2골로 또다시 2 - 1 승리를 쟁취하였다. 결승전에서, 이탈리아는 브라질을 상대로 120분간 골 없이 경기를 벌여, 승부차기를 통해 승자가 결정나게 되었다. 이탈리아는 승부차기에서 진통제 주사를 맞고 햄스트링에 붕대를 두텁게 감은 바조가 마지막 키커로 나서 크로스바 위로 슛을 날리는 바람에 2 - 3으로 패하였다.
이탈리아는 UEFA 유로 1996의 조별 리그를 통과하는데 실패하였다. 이탈리아는 러시아에 2 - 1로 승리한 후, 체코에게 1 - 2로 패하였고, 다음 라운드에서 반드시 승리해야 하는 상황에 직면하였다. 나중에 우승을 거두는 독일 (나중에 결승전에서 독일은 조별 리그에서 맞붙은 체코와 리턴매치를 벌였다.) 과의 최종전에서 잔프란코 촐라가 결정적인 페널티킥을 실축하며 0 - 0 무승부를 거두었다. 그 후, 1998년 FIFA 월드컵 예선전에서, 아주리 (Azzurri)는 잉글랜드를 상대로 한 웸블리 원정 경기에서 촐라의 결승골로 잉글랜드 원정 2번째 승리를 기록하였다. 1998년 FIFA 월드컵 본선에서, 이탈리아는 FIFA 월드컵 3대회 연속으로 승부차기에서의 패배를 경험하였다. 이탈리아는 델 피에로와 바조를 1970년 당시의 마촐라와 리베라를 활용했던 방식처럼 릴레이 (staffetta) 로 출전시켜 논란을 야기했는데, 8강에서 개최국 프랑스에게 연장 끝에 0 - 0으로 비긴 후 승부차기에서 3 - 4로 패하였다. 이 대회에서 2골을 득점한 로베르토 바조는 현재까지 3차례의 FIFA 월드컵에서 득점을 기록한 유일한 이탈리아 선수이다.
UEFA 유로 2000에서도 승부차기가 이탈리아가 운명을 갈랐는데, 이번에는 네덜란드와의 준결승전에서 승리하여 결승전에 진출하였다. 이탈리아 수문장 프란체스코 톨도는 정규 시간에 페널티킥 한개를 막아내고, 승부차기에서 두 차례의 선방을 보여주었는데, 네덜란드 선수가 페널티킥을 실축한 뒤 승부차기에서도 6명의 키커들 중 단 한명의 키커만이 성공하였다. 프란체스코 토티는 숟가락 (cucchiaio) 치핑으로 자신의 킥을 성공시켰다. 이탈리아는 이 대회를 준우승으로 마무리했는데, 프랑스에게 불운하게 1 - 2로 패하였다. 인저리 타임 종료 30초를 남긴 상태 (94분) 에 이탈리아는 파란 군단 (Les Bleus)에게 동점골을 실점하였고, 연장전에는 골든골로 추가 실점을 내주었다. 패배 후, 디노 초프는 밀란의 회장이자 정치인인 실비오 베를루스코니 등으로부터의 비난 속에 사임하였다.
2002년 FIFA 월드컵에서도 이탈리아는 또다시 고전하였다. 에콰도르와의 1차전에서 크리스티안 비에리의 2골로 손쉽게 2 - 0 승리를 거둔 후, 논란을 야기한 경기를 치렀다. 크로아티아전에서 이탈리아의 2골이 취소되어 1 - 2 패배를 당했다. 2골이 부심의 판정으로 인해 오프사이드로 판정된 후, 이탈리아는 멕시코와의 최종전에서 알레산드로 델 피에로의 헤딩 동점골이 뒤늦게 터져 1 - 1 무승부를 거두면서 조 2위로 16강에 간신히 진출하였다. 공동 개최국 대한민국과의 16강전에서는 전반 초반에 터진 비에리의 선제골로 앞서 나가다가 후반 막판 대한민국 설기현에게 동점골, 연장 후반 안정환에게 골든골을 연이어 얻어맞으며 결국 1 - 2의 굴욕적인 역전패를 당하면서 8강 진출에 실패했다. 이탈리아 측에서는 다미아노 톰마시의 골든골이 될 수 있는 상황에서 오프사이드로 판정되며 골이 날아갔고, 토티가 에콰도르인 주심 비론 모레노가 다이빙으로 판정해 경고 누적으로 퇴장당했으며, 부폰이 선방한 전반전 페널티킥이 오심이었다고 음모론을 주장하기도 하였다.
UEFA 유로 2004에서 3팀이 승점 5점으로 동률인 가운데, 이탈리아가 스웨덴과 덴마크에게 승점 동점팀들간의 다득점 원칙에서 밀려 8강 진출에 실패하게 되었다. 이탈리아는 불가리아와의 최종전에서 안토니오 카사노의 인저리 타임 결승골로 승리하였으나, 큰 의미가 없었고, 경기 후 스트라이커는 자국 대표팀의 탈락에 분루를 삼켰다.

### 4번째 FIFA 월드컵 우승

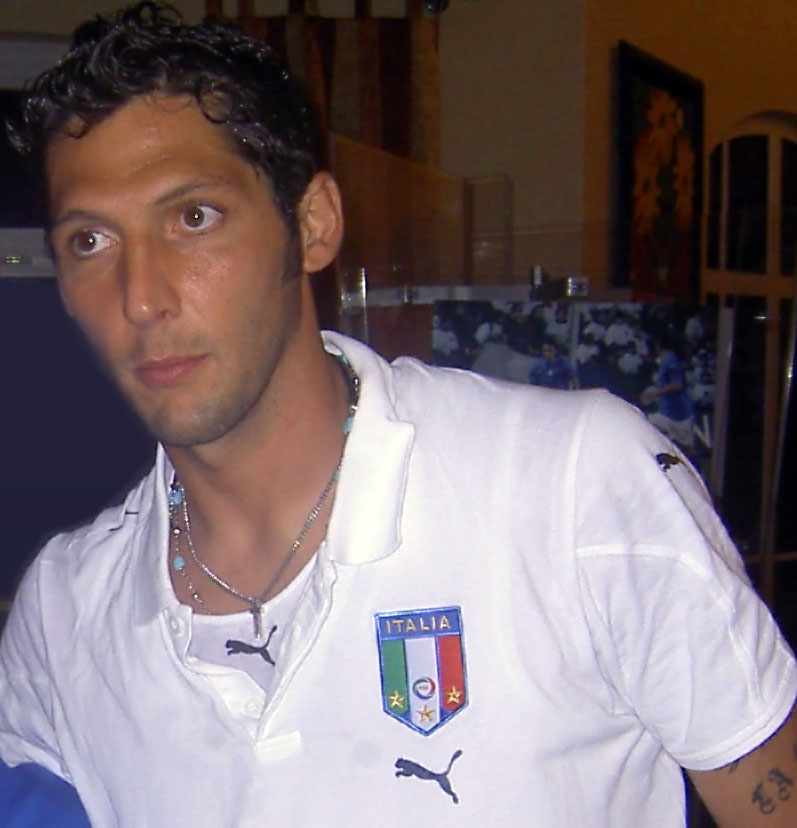
2006년 FIFA 월드컵 당시의 마르코 마테라치

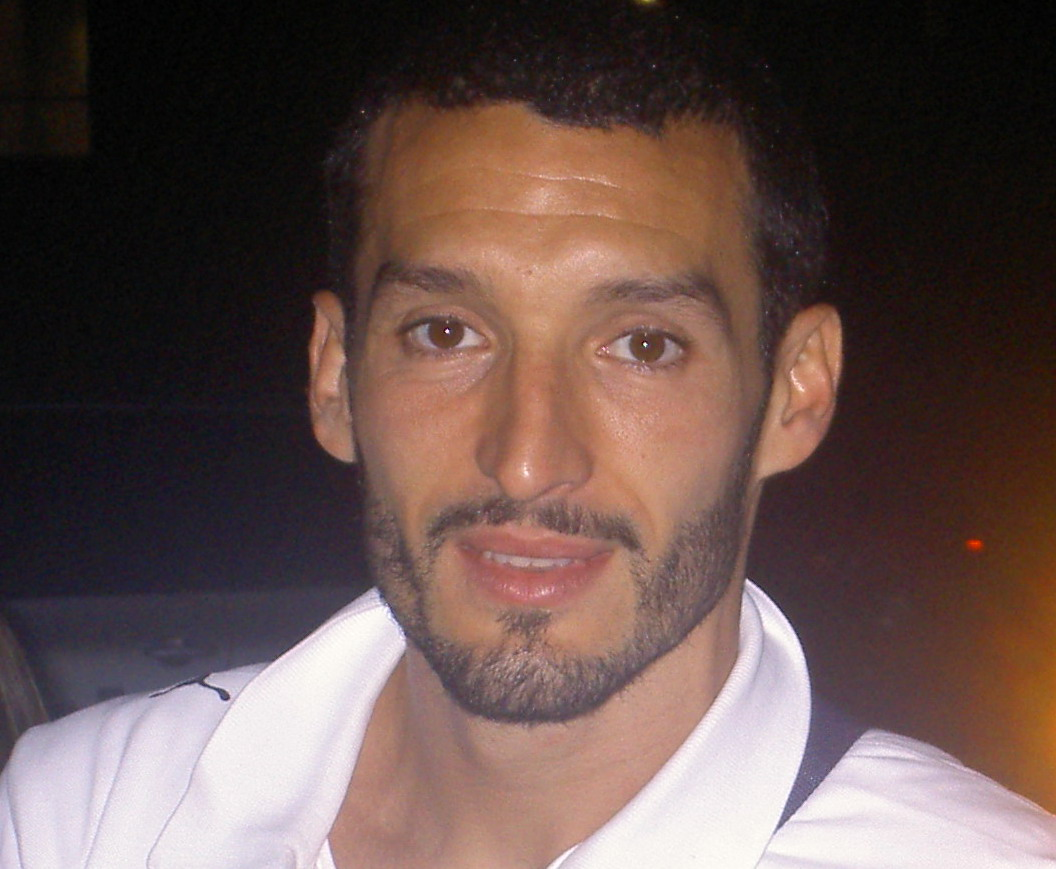
FIFA 월드컵 당시의 잔루카 잠브로타

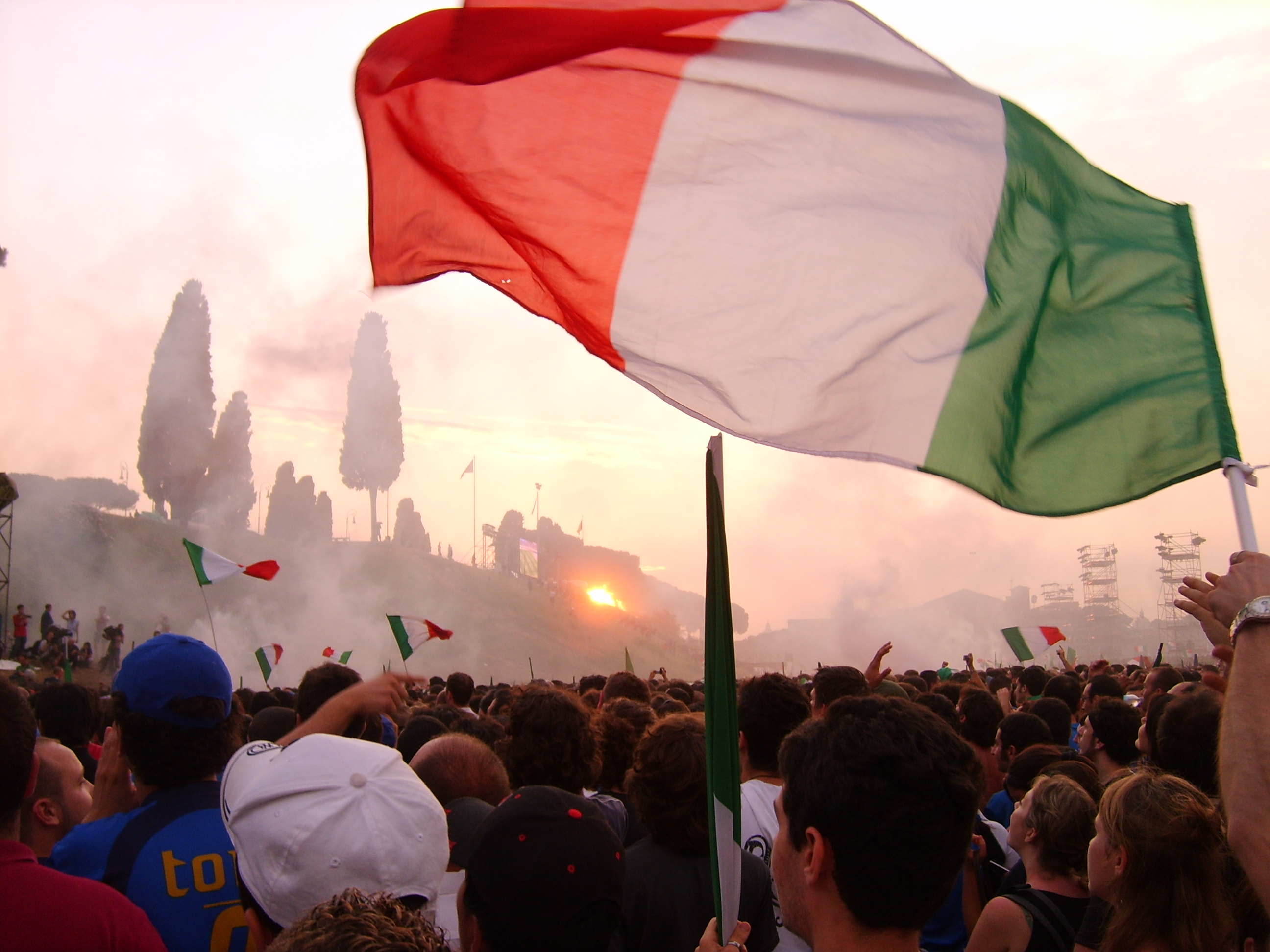
프랑스전 동점골 상황에 로마 키르쿠스 막시무스에서 환호하는 군중

독일에서 열리는 2006년 FIFA 월드컵을 앞두고, 이탈리아는 2006년 세리에 A 스캔들의 논란과 함께 비관적으로 대회를 시작하였다. 이 부정적인 예상은 아주리 (Azzurri) 가 4번째 FIFA 월드컵 우승을 손에 넣으면서 사그라들었다.
이탈리아는 가나와의 1차전에서 안드레아 피를로의 40분 선제골과 빈첸초 이아퀸타의 83분 추가골에 힘입어 2 - 0 완승을 거두었다. 이 경기에서 이탈리아는 제프 블라터 FIFA 회장에 의해 최고의 개막전 활약을 펼친 팀으로 평가받았다.
미국과 1 - 1로 비긴 2차전에서는 부진했는데, 알베르토 질라르디노의 다이빙 헤딩 선제골은 크리스티안 차카르도의 자책골로 무효화되었다. 동점골을 헌납한 후, 미드필더 다니엘레 데 로시와 미국의 파블로 마스트로에니와 에디 포프가 퇴장당하면서 후반전 대부분을 10대 9의 수적 우세로 싸웠으나, 젠나로 가투소의 슛이 굴절되었을 때 오프사이드로 무효화되는 논란의 상황과 겹치며 최종 스코어에는 변화가 없었다. 같은 일은 미국의 윙어 다마커스 비즐리의 골이 브라이언 맥브라이드가 오프사이드 위치에 서 있던 것으로 무효화되었다. 데 로시는 맥브라이드를 팔꿈치로 가격한 것으로 4경기 출장 정지 징계를 받았고, 결승전에 겨우 복귀하게 되었다.
이탈리아는 체코전에서 수비수 마르코 마테라치의 26분 선제골과 스트라이커 필리포 인차기의 87분 추가골에 힙입어 2 - 0 승리를 거둔 것으로 E조 1위를 차지해 토너먼트전의 16강에 진출해 오스트레일리아를 상대하였다. 16강전에서, 마테라치는 후반 시작 후 얼마 되지 않은 53분에 오스트레일리아의 미드필더 마르코 브레시아노에게 양발 태클을 가격한 것으로 퇴장당해 논란을 야기하였다. 인저리 타임에 들어, 루이스 메디나 칸탈레호는 루카스 닐이 파비오 그로소에 파울한 것으로 논란의 페널티킥을 선언하였다. 프란체스코 토티는 상단 구석으로 마크 슈워처를 너머 차 넣어, 1 - 0 승리를 가져다 주었다.
이탈리아는 8강전에서 우크라이나를 3 - 0으로 완파하였다. 잔루카 참브로타는 6분의 이른 시간에 페널티 박스 외곽에서 토티와 패스를 주고받아 공간을 확보한 후 왼발로 선제골을 넣었다. 후반전에는 루카 토니가 60분과 69분에 2골을 추가하였고, 우크라이나가 맹공을 퍼부었으나, 크로스바를 맞거나, 수 차례 부폰의 선방하거나, 참브로타의 걷어내면서 모두 막아내었다. 경기종료 후, 마르첼로 리피 감독은 이 경기의 승리를 자살 시도 실패 후 병원에서 회복중인 전 이탈리아 국가대표 잔루카 페소토를 위로하기도 했다.
준결승전에서, 이탈리아는 개최국 독일을 상대하여 연장전 막판 2분에 터진 2골에 힘입어 2 - 0으로 이겼다. 흥미로운, 30분간의 연장전 끝에 질라르디노와 참브로타가 골대와 크로스바를 각각 강타하였고, 그로소가 119분에 페널티 박스 안에서 피를로의 은밀한 패스를 받아 왼발로 손을 뻗은 옌스 레만을 너머 반대쪽 구석으로 차넣었다. 교체 투입된 스트라이커 알레산드로 델 피에로는 칸나바로에서 시작된 빠른 역공으로, 토티와 질라르디노를 거친 그 후에 마지막 슛으로 쐐기골을 넣었다. 아주리 (Azzurri)는 7월 9일, 베를린에서 열린 결승전에서 숙적 프랑스와 연장전 끝에 1 - 1로 비긴 후, 승부차기에서 5 - 3으로 이겨 4번째 FIFA 월드컵 우승을 차지하였다. 7분에 플로랑 말루다가 마테라치의 태클에 얻은 논란의 페널티킥을 지네딘 지단 프랑스 주장이 선제골로 성공시켰다. 12분 후, 마테라치는 피를로의 코너킥을 강력한 헤딩으로 동점골을 넣어 승부를 원점으로 되돌렸다. 후반전에 들어, 결승골이 될 수 있었던 토니의 결승골이 루크 라 로사 부심의 오프사이드 판정으로 취소되었다. 110분에 경기의 상징적인 사건이 발생했는데, 지단 (이 경기가 그의 은퇴 경기였다.) 이 마테라치와의 대화 후 가슴을 머리로 가격해 오라시오 엘리손도의 퇴장 명령을 받았다. 두 선수는 이 사건에 대해 FIFA로부터 벌금을 물게 되었다. 이탈리아는 승부차기에서 5 - 3으로 승리하였다. 다비드 트레제게의 강슛이 크로스바를 맞고 불발하는 결정적인 실수가 경기의 승패를 갈랐다. 이탈리아는 사상 처음으로 승부차기 키커로 나선 5명 (피를로, 마테라치, 데 로시, 델 피에로, 그리고 그로소) 이 모두 성공하였다. 이탈리아는 승부차기가 벌어진 1994년과 2006년, 2번의 FIFA 월드컵 결승전에 모두 임했는데, 한번을 지고, 한번을 이겼다. 이탈리아의 역사상 4번째 월드컵 우승이 기록된 순간이었다.

이 대회에서 10명의 이탈리아 선수가 이번 대회의 득점자 명단에 올랐고, 총 12골 중 5골은 교체 선수로부터 나왔고, 4골은 수비수가 넣었다. 7명의 선수들 (잔루이지 부폰, 파비오 칸나바로, 잔루카 참브로타, 안드레아 피를로, 젠나로 가투소, 프란체스코 토티, 그리고 루카 토니) 이 23인의 올스타 팀 명단에 이름을 올렸다. 부폰은 최우수 골키퍼에게 수상되는 레프 야신상도 받았다. 그는 자신이 참가한 대회의 7경기 중 2골만 실점하였는데, 첫 실점은 차카르도의 자책골이었고, 2번째 실점은 결승전에서 지단에게 페널티킥을 실점한 것으로, 460분간 한골도 내주지 않았다. 이탈리아는 4번째 FIFA 월드컵의 우승에 대한 공로로 선수단 전원이 기사 장교 (Cavaliere Ufficiale) 등급의 명예 훈장을 받았다.

### 도나도니의 임기와 리피의 복귀
FIFA 월드컵 우승 후, 1994년 FIFA 월드컵 당시 활약했던 스타 선수 출신 감독 로베르토 도나도니가 아주리 (Azzurri)의 새 지도자가 되었다. 그는 FIFA 월드컵 시작을 앞두고 사임을 발표한 리피의 바통을 이어받았다. 이탈리아는 프랑스와 함께 UEFA 유로 2008 예선 B조에 편성되었다. 이탈리아는 이 조에서 1위를 차지하였고, 프랑스는 2위를 차지하였다. 2007년 2월 14일, FIFA가 발표한 FIFA 랭킹에서 이탈리아가 1488점을 획득하여 2위 아르헨티나를 37점차로 제치고 1위에 올랐다. 이탈리아는 전 달까지 차지한 2위에서 한단계 오른 랭킹에 올랐다. 아주리 (Azzurri) 은 1993년 이래 랭킹 1위에 오른 적이 없었다.
UEFA 유로 2008에서 아주리 (Azzurri) 은 네덜란드에게 농락 당한 끝에 0 - 3으로 완패하면서 끔찍하게 시작하였다. 이어지는 루마니아와의 경기에서는 잔루카 참브로타가 실수를 저질러 아드리안 무투에게 실점해 0-1로 끌려갔으나 크리스티안 파누치가 몇분 후에 터뜨린 골에 힘입어 1 - 1로 비겼다. 경기는 잔루이지 부폰이 80분에 무투의 페널티킥을 막은 덕에 패배를 면할 수 있었다.
프랑스와의 조별 리그 최종전은 2006년 FIFA 월드컵 결승전의 리턴 매치였고, 이탈리아가 2 - 0으로 이겼다. 안드레아 피를로는 에리크 아비달이 악의적인 반칙으로 퇴장당해 얻은 페널티킥으로 선제골을 넣었고, 막판 다니엘레 데 로시의 프리킥은 굴절을 통해 추가골로 이어졌다. 최종전을 앞두고 C조에서 1점을 앞서 있었던 루마니아가 네덜란드에게 0 - 2로 진 덕에, 이탈리아가 조 2위를 차지해 8강에 진출했으나, 나중에 우승을 차지하게 되는 스페인을 상대로 정규 시간과 연장전동안 0 - 0으로 비기다가 승부차기에서 2 - 4로 패하였다. 경기 1주일 후, 로베르토 도나도니가 경질되었고, 마르첼로 리피가 다시 국가대표팀 감독이 되었다.
FIFA 월드컵의 우승자로써, 이탈리아는 2009년 6월에 남아프리카 공화국에서 열린 2009년 FIFA 컨페더레이션스컵에 참가하였다. 이탈리아는 미국과의 1차전에서 3 - 1로 이겼으나, 이집트 (0 - 1) 와 브라질 (0 - 3) 에 연달아 져서 조 3위를 차지한 이탈리아는 다득점 원칙에 따라 탈락하였다.
이탈리아 국가대표팀은 스타디오 프리울리, 스타디오 비아 델 마레, 스타디오 산 니콜라, 스타디오 올림피코 디 토리노, 그리고 스타디오 엔니오 타르디니에서 홈 경기를 치르고 2010년 FIFA 월드컵 본선에 진출하였다.2009년 10월, 이탈리아는 아일랜드와 2 - 2로 비기면서 본선 진출에 성공하였다. 2009년 12월 4일, FIFA 월드컵 조추첨식이 열렸다. 이탈리아는 약체 3개국과 함께 F조에 편성되었다: 파라과이, 뉴질랜드, 그리고 슬로바키아. 이탈리아는 조 1위의 유력한 후보로 거론되었다.
남아프리카 공화국에서 열린 2010년 FIFA 월드컵에서, 전 대회 우승팀 이탈리아는 2010년 FIFA 월드컵 F조에서 2무 1패라는 초라한 성적으로 조별 리그에서 탈락했다. 파라과이와 뉴질랜드에게 연달아 1 - 1로 비긴 후 첫 출전국인 슬로바키아에게 2 - 3의 충격패를 당하였다. 이로써 이탈리아는 역사상 처음으로 FIFA 월드컵에서 단 1승도 거두지 못했고 1950년 대회 이후 무려 60년만에 조별 리그에서 탈락하는 수모를 당했다. 이로 인해 1950년 이탈리아, 1966년 브라질, 2002년 프랑스에 이어 우승국 징크스의 4번째 사례로 기록되었다. 그리고 다음 대회인 2014년 FIFA 월드컵에서는 스페인이 디펜딩 챔피언이 1라운드에서 탈락하는 5번째 사례의 주인공이 되는 불명예를 안았다. 공교롭게도, 2006년 대회 준우승국이자 이탈리아의 4년 전 결승전 상대였던 프랑스도 남아프리카 공화국에서 무승 탈락을 당하였고, 그리하여 이 대회에서 최초로 전 대회에 우승과 준우승을 차지했던 팀들이 나란히 1라운드에서 무승으로 탈락하고 만 것이다.

### 프란델리의 임기

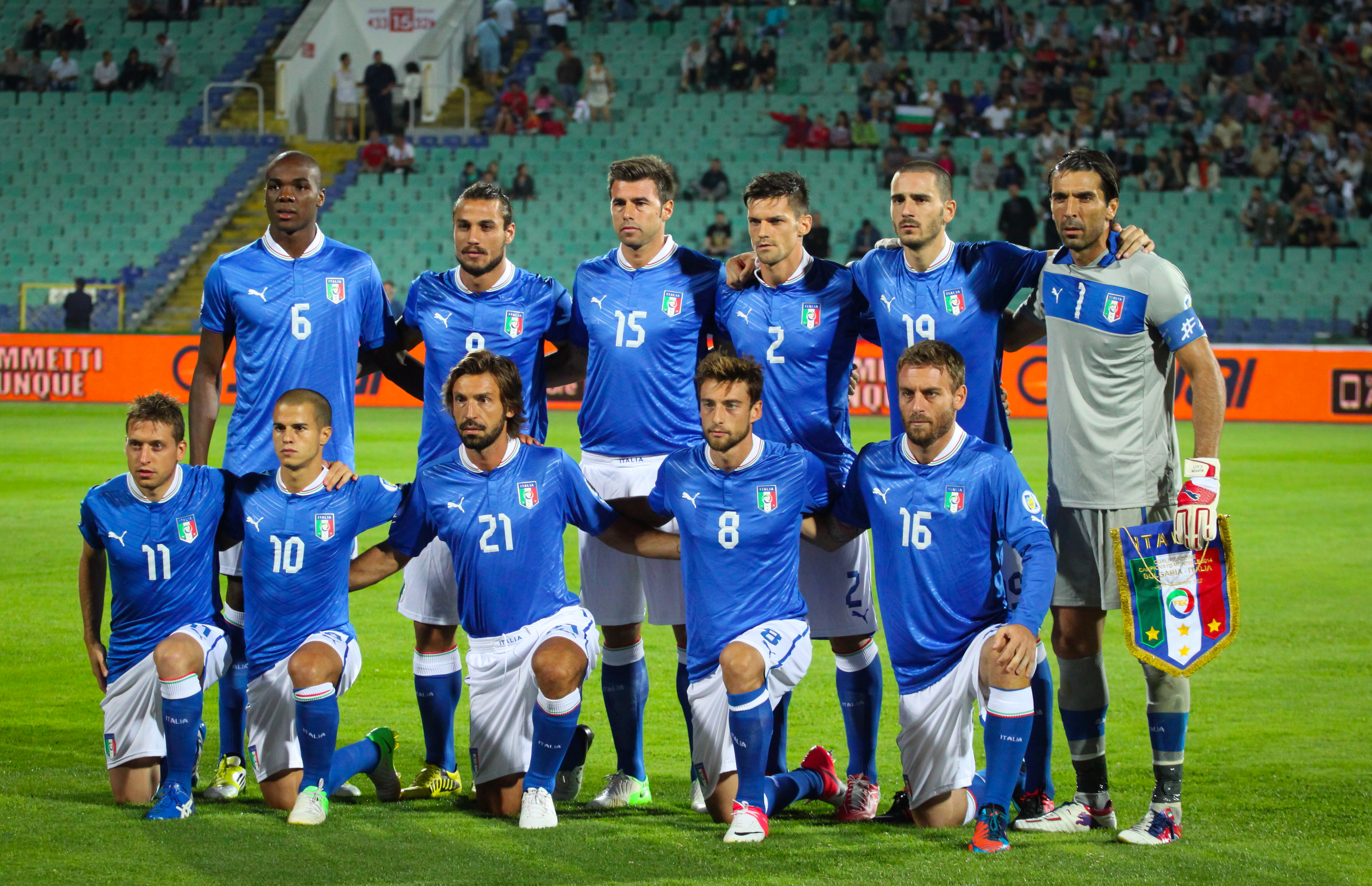
2012년 9월 7일, 불가리아 소피아 바실 레프스키 국립 경기장에서 열린 불가리아전을 앞두고 촬영한 이탈리아 국가대표팀 선수들

이탈리아가 조별 리그에서 탈락한 후, 마르첼로 리피가 사임하였고, 대회가 시작하기 전에 계획한 대로 체사레 프란델리가 그의 후임이 되었다. 이탈리아는 코트디부아르에게 0 - 1로 패하는 실망스러운 경기로 임기를 시작하였다. 그 후, UEFA 유로 2012 예선에서, 이탈리아는 패배를 뒤로 하고 에스토니아를 2 - 1로 이겼다. 페로 제도와의 다음 예선전에서, 이탈리아는 5-0 대승을 거두었다. 이탈리아는 이후 북아일랜드와 득점 없이 비겼다. 닷새 후, 이탈리아는 세르비아를 상대하였다. 그러나, 스타디오 루이지 페라리스에 웅집한 세르비아 팬들이 폭염을 던지고 그라운드를 향해 불꽃놀이 화약을 쏘면서 폭동을 일으켰고, 경기 중단으로 이어졌다. UEFA의 징계 절차에 따라, 이탈리아의 3-0 몰수승이 선언되었고, 그 여파에 따라 선두로 올라섰다. 2011년 첫 경기에서, 이탈리아는 앞서 2006년 FIFA 월드컵의 준결승전에서 2 - 0으로 이기고 결승전에 진출한 전례가 있는 곳인 도르트문트에서 독일과 친선전을 벌여 1 - 1로 비겼다. 2011년 3월, 이탈리아는 슬로베니아를 상대로 1 - 0 승리를 챙겨 또다시 예선 조 1위를 차지하였다. 이후, 이탈리아는 우크라이나와의 친선전에서 막판에 10명으로 뛰는 수적 열세에도 불구하고 2 - 0으로 이겼다. UEFA 유로 2012 예선에서 에스토니아를 상대로 또다시 3 - 0 승리를 챙기면서, 프란델리호의 이탈리아는 첫경기 패배 이후 9경기 연속 무패를 달성하였고, 예선 조 1위도 동시에 확정지었다. 무패 행진은 2011년 6월 7일에 트라파토니가 이끄는 아일랜드를 상대로 한 리에주에서의 친선전에 0 - 2로 패하면서 끝났다.
프란델리호의 2년차 초기인 2011년 8월 10일, 이탈리아는 바리의 스타디오 산 니콜라에서 열린 FIFA 월드컵 우승팀 스페인과의 친선전에서 2 - 1로 이겼다. 2012년 2월 29일, 이탈리아는 제노바에서 열린 미국과의 친선전에서 충격패를 당하였다.
이탈리아는 UEFA 유로 2012를 전 유럽 선수권 대회 우승팀 스페인과 1 - 1로 비기면서 시작하였다. 이어서 크로아티아와의 2차전을 1 - 1로 비겼다. 이탈리아는 아일랜드를 2 - 0으로 꺾으면서 스페인의 뒤를 이어 조 2위로 8강에 진출하였고, D조 1위를 차지한 잉글랜드를 상대하였다. 이탈리아는 8강전에서 일방적인 경기를 펼치고도 기회를 살리지 못하였고, 승부차기 초반에 실축한 선수도 나왔으나, 잉글랜드를 승부차기 끝에 제압하였다. 잔루이지 부폰의 선방에 힘입어 앞서나가기 시작하였고, 안드레아 피를로의 과감한 치핑이 팀의 사기를 올렸다. 프란델리호는 승부차기에서 4 - 2로 이겼다.
이탈리아는 다음 경기인 준결승전에서 다수로부터 차기 UEFA 유럽 선수권 대회의 우승 후보로 지목된 독일을 상대하였다. 이 경기에서 마리오 발로텔리가 전반에만 2골을 넣으며 2대1로 독일을  이겼고, 이탈리아는 결승전에 진출해 전 대회 우승팀 스페인을 상대하였다.
그러나, 이탈리아는 스페인과 재회한 결승전에서는 1차전에 보인 활약을 보여주지 못하였고, 0 - 4로 완패해 우승 트로피를 내주었다. 스페인에게 이미 압도 당한 상황에서, 프란델리호는 불의의 부상자가 발생하면서 막판 30분간 10명이 뛰게 되었는데, 티아고 모타가 교체 선수 3명을 모두 사용한 상황에서 부상당해 나갔다. 실망스러운 패배에도 불구하고, 이탈리아는 불과 2년전에 FIFA 월드컵에서 실망스러운 성적을 낸 후, 2010년대에 들어 처음으로 주요 대회 결승전에 오르는 성과를 냈다.
브라질에서 열린 2013년 FIFA 컨페더레이션스컵에서, 이탈리아는 멕시코, 일본, 그리고 브라질과 한 조에 들어갔다. 멕시코와 일본을 각각 2 - 1, 4 - 3으로 누른 이탈리아는 개최국 브라질과의 최종전에서 2 - 4로 패하였다. 이탈리아는 준결승전에서 UEFA 유로 2012 결승전 상대였던 스페인과 재회하였다. 이탈리아는 연장전을 0 - 0으로 마친 후 기나긴 승부차기에서 6 - 7로 패하였다. 체사레 프란델리는 FIFA 컨페더레이션스컵과 UEFA 유로 2012에서 보여준 전술로 찬사를 받았다. 이후 이탈리아는 우루과이와의 3위 결정전에서 2 - 2로 비긴 후, 승부차기에서 5 - 4로 이겨 3위를 차지하였고, 현재까지의 FIFA 컨페더레이션스컵 최고 성적을 거두었다.
이탈리아는 2014년 FIFA 월드컵 예선전에서 B조에 편성되었다. 이탈리아는 예선전에서 무패를 달성해 손쉽게 조 1위를 차지하였다. 이러한 선전에도 불구하고, 이탈리아는 본선 시드 배정에서 톱시드를 받지 못하였다. 2013년 12월, 이탈리아는 코스타리카, 잉글랜드, 그리고 우루과이와 함께 D조에 편성되었다. 잉글랜드와의 2014년 FIFA 월드컵 1차전에서 이탈리아는 혼신의 경기력으로 2 - 1 승리를 거두었지만, 코스타리카와의 2차전에서 0 - 1 충격패를 당하였다. 우루과이와의 조별 리그 최종전에서는 경기 당시 멕시코인 주심 마르코 안토니오 로드리게스가 두 차례의 논란을 야기하는 판정을 내렸다. 59분에 미드필더 클라우디오 마르키시오가 우루과이의 미드필더 에히디오 아레발로에 대한 태클 과정에서 마르키시오의 발이 아레발로의 정강이에 닿았다는 이유로 경고없이 퇴장당하였다. 이후 양팀이 0 - 0으로 팽팽한 균형을 이루는 80분에 이탈리아가 다음 라운드로 진출할 수 있었던 상황에서 우루과이의 스트라이커 루이스 수아레스가 수비수 조르조 키엘리니의 어깨를 깨무는 행위를 하였으나 주심이 이를 보지 못하는 바람에 퇴장당하지 않았다. 이후 우루과이에게 코너킥으로부터 이어진 0 - 1 결승골을 내주었고, 결국 이탈리아는 1승 2패로 조 3위를 기록하며 탈락하였다. 이로써 이탈리아는 FIFA 월드컵 본선에서 두 대회 연속으로 조별 리그에서 탈락하고 만 것이다. 두 대회 연속으로 조별 리그에서 탈락한 것은 1950년 - 1954년 연속 조별 리그 탈락 및 1962년 - 1966년 연속 조별 리그 탈락 이후 이번이 세 번째였다. 조별 리그에서 탈락한 뒤 얼마 지나지 않아 체사레 프란델리 감독은 사표를 제출하였다.

### 콘테의 임기와 그 이후
유벤투스에서 성공을 거둔 안토니오 콘테가 체사레 프란델리의 뒤를 이어 2014년 FIFA 월드컵 후부터 지휘봉을 잡았다. 이탈리아는 콘테의 임기에서 치른 10경기 중 단 1경기만 패하였다. 콘테의 임기에 치른 첫 경기 상대는 2014년 FIFA 월드컵 3위를 차지한 네덜란드였고, 이 경기에서 이탈리아가 2 - 0으로 승리하였다. 유로2016 대회에서 8강까지만 진출하고 첼시 감독으로 옮겼다. 그 이후 이탈리아는 2018 월드컵 예선에서 탈락하는 극심한 부진을 겪으면서, 최대 원흉인 잔 피에로 벤투라가 경질되고 로베르토 만치니가 새로운 감독으로 신임되었다. 이후 UEFA 유로 2020에서 53년만에 우승이자 2006년 월드컵 우승 이후 15년만에 메이저대회 우승이라는 깜짝 성과를 얻었으나 그 이후 북마케도니아와의 2022년 FIFA 월드컵 유럽 지역 예선 플레이오프 C조 1라운드에서 후반 추가 시간에 상대팀 공격수 알렉산다르 트라이코프스키에게 통한의 결승골을 얻어맞고 0 - 1로 패하며 팀 역사상 최초로 2회 연속 월드컵 유럽 지역 예선 탈락의 굴욕을 맛보았다

## 팀 이미지

### 유니폼

#### 킷 스폰서
| 기간      | 킷 스폰서         |
| --------- | ----------------- |
| 1954      | 이탈로 스포르트   |
| 1962      | 페델리            |
| 1974-1976 | 아디다스          |
| 1978-1979 | 바일라            |
| 1978-1984 | 르꼬끄 스포르티브 |
| 1984-1985 | 엔네레            |
| 1985-1994 | 디아도라          |
| 1994-1998 | 나이키            |
| 1998-2002 | 카파              |
| 2002-2022 | 푸마              |
| 2023-     | 아디다스          |

#### 유니폼 변천사
위키미디어 공용에 이탈리아 축구 국가대표팀 유니폼 관련 미디어 자료가 있습니다.

### 중계권
이탈리아 국가대표팀의 예선전 및 친선전 경기의 중계권은 RAI가 소유하고 있다.

## 결과 및 일정

### 2023년
| UEFA 유로 2024 예선 C조 2023년 3월 23일 | 이탈리아   | 1 - 2 | 잉글랜드                       | 이탈리아, 나폴리                                                                    |  |  |
| 20:45 UTC+1                             | 레테기 56′ |       | 라이스 13′ · 케인 44′ (페널티) | 경기장: 스타디오 디에고 아르만도 마라도나 관중 수: 44,536명 심판: 스르잔 요바노비치 |  |  |
|                                         |            |       |                                |                                                                                     |  |  |

| UEFA 유로 2024 예선 C조 2023년 3월 26일 | 몰타 | 0 - 2 | 이탈리아                | 몰타, 타알리                                                      |  |  |
| 20:45 UTC+2                             |      |       | 레테기 15′ · 페시나 27′ | 경기장: 타알리 국립경기장 관중 수: 16,015 심판: 게오르기 카바코프 |  |  |
|                                         |      |       |                         |                                                                   |  |  |

| 2023년 UEFA 네이션스리그 결선 토너먼트 2023년 6월 15일 | 스페인                      | 2 - 1 | 이탈리아                   | 네덜란드, 엔스헤데                                               |  |  |
| 20:45 UTC+2                                            | 예레미 피노 3′ · 호셀루 88′ |       | 11′ (페널티) 치로 임모빌레 | 경기장: 더 흐롤스 페스터 관중 수: 24,558명 심판: 슬라프코 빈치치 |  |  |
|                                                        |                             |       |                            |                                                                  |  |  |

| 2023년 UEFA 네이션스리그 결선 토너먼트 2023년 6월 18일 | 네덜란드                                        | 2 - 3 | 이탈리아                                                         | 네덜란드, 엔스헤데                         |  |  |
| 15:00 UTC+2                                            | 스테번 베르흐베인 68′ · 조르지니오 바이날뒴 89′ |       | 6′ 페데리코 디마르코 · 20′ 다비데 프라테시 · 72′ 페데리코 키에사 | 경기장: 더 흐롤스 페스터 심판: 글렌 뉘베리 |  |  |
|                                                        |                                                 |       |                                                                  |                                            |  |  |

| UEFA 유로 2024 예선 C조 2023년 9월 9일 | 북마케도니아 | 1 - 1 | 이탈리아     | 북마케도니아, 스코페                                                     |  |  |
| 20:45 UTC+2                            | 바르디 81′   |       | 임모빌레 47′ | 경기장: 토셰 프로에스키 아레나 관중 수: 28,126명 심판: 프랑수아 르텍시에 |  |  |
|                                        |              |       |              |                                                                          |  |  |

| UEFA 유로 2024 예선 C조 2023년 9월 12일 | 이탈리아          | 2 - 1 | 우크라이나     | 이탈리아, 밀라노                                                         |  |  |
| 20:45 UTC+2                             | 프라테시 12′, 29′ |       | 야르몰렌코 41′ | 경기장: 산 시로 관중 수: 58,386명 심판: 알레한드로 에르난데스 에르난데스 |  |  |
|                                         |                   |       |                |                                                                          |  |  |

| UEFA 유로 2024 예선 C조 2023년 10월 14일 | 이탈리아                                              | 4 - 0 | 몰타 | 이탈리아, 바리                                                 |  |  |
| 20:45 UTC+2                              | 보나벤투라 23′ · 베라르디 45+1′, 64′ · 프라테시 90+3′ |       |      | 경기장: 스타디오 산 니콜라 관중 수: 56,186 심판: 두예 스트루칸 |  |  |
|                                          |                                                       |       |      |                                                                |  |  |

| UEFA 유로 2024 예선 C조 2023년 10월 17일 | 잉글랜드                              | 3 - 1 | 이탈리아     | 잉글랜드, 런던                                              |  |  |
| 20:45 UTC+2                              | 케인 32′ (페널티), 77′ · 래시퍼드 57′ |       | 스카마카 15′ | 경기장: 웸블리 스타디움 관중 수: 83,194 심판: 클레망 튀르팽 |  |  |
|                                          |                                       |       |              |                                                             |  |  |

| UEFA 유로 2024 예선 C조 2023년 11월 17일 | 이탈리아                                                            | 5 - 2 | 북마케도니아        | 이탈리아, 로마                                                  |  |  |
| 20:45 UTC+1                              | 다르미안 17′ · 키에사 41′, 45+2′ · 라스파도리 81′ · 엘 샤라위 90+3′ |       | 아타나소프 52′, 74′ | 경기장: 스타디오 올림피코 관중 수: 56,364 심판: 펠릭스 츠바이어 |  |  |
|                                          |                                                                     |       |                     |                                                                 |  |  |

| UEFA 유로 2024 예선 C조 2023년 11월 20일 | 우크라이나 | 0 - 0 | 이탈리아 | 독일, 레버쿠젠                                            |  |  |
| 20:45 UTC+1                              |            |       |          | 경기장: 바이아레나 관중 수: 26,403 심판: 헤수스 힐 만사노 |  |  |
|                                          |            |       |          |                                                           |  |  |

### 2025년
| 이탈리아    | 1–2    | 독일                             |
| ----------- | ------ | -------------------------------- |
| - Tonali 9′ | 리포트 | - Kleindienst 49′ - Goretzka 76′ |

| 독일 | 3 - 3  | 이탈리아 |
| ---- | ------ | -------- |
|      | 리포트 |          |

## 코칭스태프
| 직위          | 이름                                                                             |
| ------------- | -------------------------------------------------------------------------------- |
| 감독          | 공석                                                                             |
| 대표단 단장   | 잔루이지 부폰                                                                    |
| 팀 매니저     | 가브리엘레 오리알리                                                              |
| 코치          | 알베리고 에바니 아틸리오 롬바르도 줄리오 누차리 파우스토 살사노 다니엘레 데 로시 |
| 골키퍼 코치   | 마시모 바타라                                                                    |
| 선수 트레이너 | 안드레아 스카나비노 클라우디오 도나텔리                                          |
| 전력 분석관   | 안토니오 갈리아르디 시모네 콘트란                                                |
| 팀 닥터       | 카르미네 코스타빌레 안드레아 페레티                                              |

### 역대 감독
| 국적                  | 성명                            | 취임   | 해임   | 업적                                                            |
| --------------------- | ------------------------------- | ------ | ------ | --------------------------------------------------------------- |
| 이탈리아              | 기술위원회                      | 1910년 | 1912년 |                                                                 |
| 이탈리아              | 비토리오 포초                   | 1912년 | 1912년 |                                                                 |
| 이탈리아              | 기술위원회                      | 1912년 | 1924년 |                                                                 |
| 이탈리아              | 비토리오 포초                   | 1924년 | 1924년 |                                                                 |
| 이탈리아              | 기술위원회                      | 1924년 | 1925년 |                                                                 |
| 이탈리아              | 아우구스토 란고네               | 1925년 | 1928년 |                                                                 |
| 이탈리아              | 비토리오 포초                   | 1929년 | 1948년 | 1934년 FIFA 월드컵, 1936년 하계 올림픽, 1938년 FIFA 월드컵 우승 |
| 이탈리아              | 페루초 노보 (기술위원회 회장)   | 1949년 | 1950년 |                                                                 |
| 이탈리아              | 기술위원회                      | 1951년 | 1951년 |                                                                 |
| 이탈리아              | 카를리노 베레타                 | 1952년 | 1953년 |                                                                 |
| 이탈리아              | 기술위원회                      | 1953년 | 1959년 |                                                                 |
| 이탈리아              | 주세페 비아니                   | 1960년 | 1960년 |                                                                 |
| 이탈리아              | 조반니 페라리                   | 1960년 | 1961년 |                                                                 |
| 이탈리아 · 이탈리아   | 조반니 페라리 파올로 마차       | 1962년 | 1962년 |                                                                 |
| 이탈리아              | 에드몬도 파브리                 | 1962년 | 1966년 |                                                                 |
| 이탈리아 · 아르헨티나 | 페루초 발카레지 엘레니오 에레라 | 1966년 | 1967년 |                                                                 |
| 이탈리아              | 페루초 발카레지                 | 1967년 | 1974년 | UEFA 유로 1968 우승; 1970년 FIFA 월드컵 준우승                  |
| 이탈리아              | 엔초 베아르초트                 | 1975년 | 1986년 | 1982년 FIFA 월드컵 우승; 1978년 FIFA 월드컵, UEFA 유로 1980 4위 |
| 이탈리아              | 아첼리오 비치니                 | 1986년 | 1991년 | UEFA 유로 1988 준결승; 1990년 FIFA 월드컵 3위                   |
| 이탈리아              | 아리고 사키                     | 1991년 | 1996년 | 1994년 FIFA 월드컵 준우승                                       |
| 이탈리아              | 체사레 말디니                   | 1997년 | 1998년 |                                                                 |
| 이탈리아              | 디노 초프                       | 1998년 | 2000년 | UEFA 유로 2000 준우승                                           |
| 이탈리아              | 조반니 트라파토니               | 2000년 | 2004년 |                                                                 |
| 이탈리아              | 마르첼로 리피                   | 2004년 | 2006년 | 2006년 FIFA 월드컵 우승                                         |
| 이탈리아              | 로베르토 도나도니               | 2006년 | 2008년 |                                                                 |
| 이탈리아              | 마르첼로 리피                   | 2008년 | 2010년 |                                                                 |
| 이탈리아              | 체사레 프란델리                 | 2010년 | 2014년 | UEFA 유로 2012 준우승; 2013년 FIFA 컨페더레이션스컵 3위         |
| 이탈리아              | 안토니오 콘테                   | 2014년 | 2016년 |                                                                 |
| 이탈리아              | 잔 피에로 벤투라                | 2016년 | 2017년 |                                                                 |
| 이탈리아              | 루이지 디 비아조 (감독 대행)    | 2018년 | 2018년 |                                                                 |
| 이탈리아              | 로베르토 만치니                 | 2018년 | 2023년 | UEFA 유로 2020 우승                                             |
| 이탈리아              | 루차노 스팔레티                 | 2023년 | 2025년 |                                                                 |

## 선수

### 현재 선수 명단
다음 선수들은 2025년 6월 6일  노르웨이와 6월 9일  몰도바와의 2026년 FIFA 월드컵 유럽 지역 예선에 참가하는 선수 명단이다.
출장 및 득점 기록은 2025년 6월 9일,  몰도바전 이후를 기준으로 되어 있다.
| 번호 | 위치 | 선수                     | 생년월일 (나이)        | 출전 | 득점 | 소속                   |
| ---- | ---- | ------------------------ | ---------------------- | ---- | ---- | ---------------------- |
| 1    | GK   | 잔루이지 돈나룸마 (주장) | 1999년 2월 25일(26세)  | 74   | 0    | 파리 생제르맹          |
| 12   | GK   | 알렉스 메레트            | 1997년 3월 22일(28세)  | 3    | 0    | 나폴리                 |
| 23   | GK   | 마르코 카르네세키        | 2000년 7월 1일(25세)   | 0    | 0    | 아탈란타               |
|      |      |                          |                        |      |      |                        |
| 2    | DF   | 디에고 코폴라            | 2003년 12월 28일(21세) | 2    | 0    | 브라이턴 & 호브 앨비언 |
| 3    | DF   | 페데리코 디마르코        | 1997년 11월 10일(27세) | 30   | 3    | 인테르나치오날레       |
| 5    | DF   | 페데리코 가티            | 1998년 6월 24일(27세)  | 6    | 0    | 유벤투스               |
| 13   | DF   | 데스티니 우도기          | 2002년 11월 28일(22세) | 12   | 0    | 토트넘 홋스퍼          |
| 15   | DF   | 다니엘레 루가니          | 1994년 7월 29일(31세)  | 7    | 0    | 유벤투스               |
| 19   | DF   | 루카 라니에리            | 1999년 4월 23일(26세)  | 1    | 0    | 피오렌티나             |
| 20   | DF   | 안드레아 캄비아소        | 2000년 2월 20일(25세)  | 14   | 3    | 유벤투스               |
| 21   | DF   | 알레산드로 바스토니      | 1999년 4월 13일(26세)  | 37   | 2    | 인테르나치오날레       |
| 22   | DF   | 조반니 디 로렌초         | 1993년 8월 4일(32세)   | 48   | 5    | 나폴리                 |
|      | DF   | 다비데 차파코스타        | 1992년 6월 11일(33세)  | 14   | 0    | 아탈란타               |
|      |      |                          |                        |      |      |                        |
| 4    | MF   | 니콜로 로벨라            | 2001년 12월 4일(23세)  | 4    | 0    | 라치오                 |
| 6    | MF   | 사무엘레 리치            | 2001년 8월 21일(23세)  | 10   | 0    | 토리노                 |
| 8    | MF   | 산드로 토날리            | 2000년 5월 8일(25세)   | 25   | 2    | 뉴캐슬 유나이티드      |
| 14   | MF   | 체사레 카사데이          | 2003년 1월 10일(22세)  | 0    | 0    | 토리노                 |
| 16   | MF   | 다비데 프라테시          | 1999년 9월 22일(25세)  | 29   | 8    | 인테르나치오날레       |
| 18   | MF   | 니콜로 바렐라            | 1997년 2월 7일(28세)   | 63   | 10   | 인테르나치오날레       |
|      |      |                          |                        |      |      |                        |
| 7    | FW   | 리카르도 오르솔리니      | 1997년 1월 24일(28세)  | 9    | 2    | 볼로냐                 |
| 9    | FW   | 마테오 레테기            | 1999년 4월 29일(26세)  | 20   | 6    | 아탈란타               |
| 10   | FW   | 자코모 라스파도리        | 2000년 2월 18일(25세)  | 40   | 9    | 나폴리                 |
| 11   | FW   | 다니엘 말디니            | 2001년 10월 11일(23세) | 5    | 0    | 아탈란타               |
| 17   | FW   | 로렌초 루카              | 2000년 9월 10일(24세)  | 5    | 0    | 우디네세               |

### 최근 차출된 선수
다음 선수들은 최근 12개월 동안 차출된 선수들의 목록이다. 국가대표팀에서 은퇴하여 더 이상 활동하지 않는 선수들은 누락되어 있다.
| 위치 | 선수                  | 생년월일 (나이)        | 출전 | 득점 | 소속             | 최근 소집                    |
| ---- | --------------------- | ---------------------- | ---- | ---- | ---------------- | ---------------------------- |
| GK   | 굴리엘모 비카리오     | 1996년 10월 7일(28세)  | 4    | 0    | 토트넘 홋스퍼    | 2025년 6월 6일, 노르웨이전부 |
| GK   | 미켈레 디 그레고리오  | 1997년 7월 27일(28세)  | 0    | 0    | 유벤투스         | 2024년 10월 14일, 이스라엘전 |
|      |                       |                        |      |      |                  |                              |
| DF   | 프란체스코 아체르비   | 1988년 2월 10일(37세)  | 34   | 1    | 인테르나치오날레 | 2025년 6월 6일, 노르웨이전   |
| DF   | 알레산드로 부온조르노 | 1999년 6월 6일(26세)   | 10   | 0    | 나폴리           | 2025년 6월 6일, 노르웨이전부 |
| DF   | 마테오 가비아         | 1999년 10월 21일(25세) | 0    | 0    | AC 밀란          | 2025년 6월 6일, 노르웨이전부 |
| DF   | 리카르도 칼라피오리   | 2002년 5월 19일(23세)  | 9    | 0    | 아스널           | 2025년 3월 23일, 독일전부    |
| DF   | 라울 벨라노바         | 2000년 5월 17일(25세)  | 5    | 0    | 아탈란타         | 2025년 3월 23일, 독일전      |
| DF   | 피에트로 코무초       | 2005년 2월 20일(20세)  | 0    | 0    | 피오렌티나       | 2025년 3월 23일, 독일전      |
| DF   | 마테오 루게리         | 2002년 7월 11일(23세)  | 0    | 0    | 아탈란타         | 2025년 3월 23일, 독일전      |
| DF   | 칼레브 오콜리         | 2001년 7월 13일(24세)  | 0    | 0    | 레스터 시티      | 2024년 11월 17일, 프랑스전   |
| DF   | 니콜로 사보나         | 2003년 3월 19일(22세)  | 0    | 0    | 유벤투스         | 2024년 11월 17일, 프랑스전   |
|      |                       |                        |      |      |                  |                              |
| MF   | 마누엘 로카텔리       | 1998년 1월 8일(27세)   | 30   | 3    | 유벤투스         | 2025년 6월 6일, 노르웨이전부 |
| MF   | 니콜로 피실리         | 2004년 9월 23일(20세)  | 1    | 0    | 로마             | 2024년 11월 17일, 프랑스전   |
| MF   | 니콜로 파졸리         | 2001년 2월 12일(24세)  | 7    | 0    | 피오렌티나       | 2024년 10월 14일, 이스라엘전 |
| MF   | 로렌초 펠레그리니     | 1996년 6월 19일(29세)  | 36   | 6    | 로마             | 2024년 10월 10일, 벨기에전   |
| MF   | 마르코 브레시아니니   | 2000년 1월 20일(25세)  | 2    | 0    | 아탈란타         | 2024년 9월 9일, 이스라엘전   |
|      |                       |                        |      |      |                  |                              |
| FW   | 모이스 켄             | 2000년 2월 28일(25세)  | 21   | 7    | 피오렌티나       | 2025년 6월 6일, 노르웨이전부 |
| FW   | 마테오 폴리타노       | 1993년 8월 3일(32세)   | 14   | 3    | 나폴리           | 2025년 3월 23일, 독일전      |
| FW   | 마티아 자카니         | 1995년 6월 16일(30세)  | 10   | 1    | 라치오           | 2025년 3월 23일, 독일전      |
| FW   | 니콜로 차니올로       | 1999년 7월 2일(26세)   | 19   | 2    | 피오렌티나       | 2024년 10월 14일, 이스라엘전 |

범례
부: 부상으로 선수단에서 제외

은: 국가대표팀 은퇴

예: 예비 명단에 포함

### 역대 국제대회 스쿼드
| FIFA 월드컵 스쿼드 - 1934년 FIFA 월드컵 스쿼드 - 1938년 FIFA 월드컵 스쿼드 - 1950년 FIFA 월드컵 스쿼드 - 1954년 FIFA 월드컵 스쿼드 - 1962년 FIFA 월드컵 스쿼드 - 1966년 FIFA 월드컵 스쿼드 - 1970년 FIFA 월드컵 스쿼드 - 1974년 FIFA 월드컵 스쿼드 - 1978년 FIFA 월드컵 스쿼드 - 1982년 FIFA 월드컵 스쿼드 - 1986년 FIFA 월드컵 스쿼드 - 1990년 FIFA 월드컵 스쿼드 - 1994년 FIFA 월드컵 스쿼드 - 1998년 FIFA 월드컵 스쿼드 - 2002년 FIFA 월드컵 스쿼드 - 2006년 FIFA 월드컵 스쿼드 - 2010년 FIFA 월드컵 스쿼드 - 2014년 FIFA 월드컵 스쿼드 | UEFA 유럽 축구 선수권 대회 스쿼드 - UEFA 유로 1968 스쿼드 - UEFA 유로 1980 스쿼드 - UEFA 유로 1988 스쿼드 - UEFA 유로 1996 스쿼드 - UEFA 유로 2000 스쿼드 - UEFA 유로 2004 스쿼드 - UEFA 유로 2008 스쿼드 - UEFA 유로 2012 스쿼드 - UEFA 유로 2016 스쿼드 - UEFA 유로 2020 스쿼드 - UEFA 유로 2024 스쿼드 | FIFA 컨페더레이션스컵 스쿼드 - 2009 FIFA 컨페더레이션스컵 스쿼드 - 2013 FIFA 컨페더레이션스컵 스쿼드 |

## 주요 성적
다음은 이탈리아 성인 국가대표팀의 입상 기록이다.
FIFA 월드컵
- 우승 (4): 1934, 1938, 1982, 2006
- 준우승 (2): 1970, 1994
- 3위 (1): 1990
- 4위 (1): 1978

UEFA 유럽 축구 선수권 대회
- 우승 (2): 1968, 2020
- 준우승 (2): 2000, 2012
- 준결승 (2): 1980 (4위), 1988

FIFA 컨페더레이션스컵
- 3위 (1): 2013

하계 올림픽
- 금메달 (1): 1936
- 동메달 (2): 1928, 2004

### 트로피 개수 합산
| 대회                       | 1  | 2  | 3 | 합계 |
| -------------------------- | -- | -- | - | ---- |
| FIFA 월드컵                | 4  | 2  | 1 | 7    |
| UEFA 유럽 축구 선수권 대회 | 2  | 2  | 1 | 4    |
| FIFA 컨페더레이션스컵      | 0  | 0  | 1 | 1    |
| 하계 올림픽                | 1  | 0  | 2 | 3    |
| 지중해 게임                | 4  | 2  | 0 | 6    |
| 하계 유니버시아드          | 1  | 5  | 0 | 6    |
| 중앙 유럽 국제 컵          | 2  | 1  | 0 | 3    |
| 합계                       | 14 | 12 | 5 | 30   |

## 개인 기록

### 선수 기록

#### 최다 출장 선수

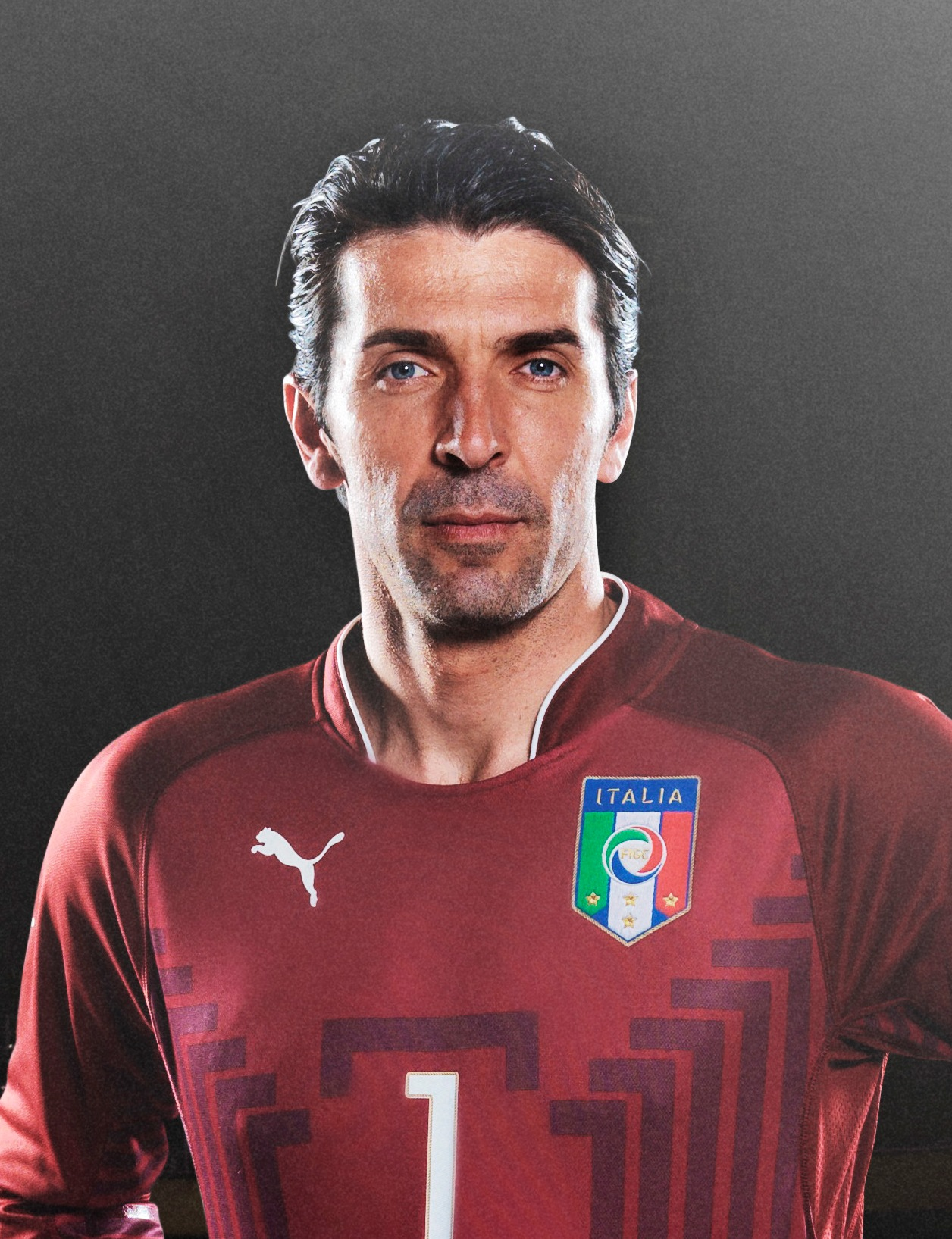
176경기를 출전한 잔루이지 부폰은 이탈리아 국가대표팀 최다 출장 선수이다.

선수들의 출장 기록은 2023년 3월 26일을 기준으로 되어 있다.
| #  | 성명              | 연도      | 출장 | 골 |
| -- | ----------------- | --------- | ---- | -- |
| 1  | 잔루이지 부폰     | 1997–2018 | 176  | 0  |
| 2  | 파비오 칸나바로   | 1997–2010 | 136  | 2  |
| 3  | 파올로 말디니     | 1988–2002 | 126  | 7  |
| 4  | 레오나르도 보누치 | 2010–현재 | 120  | 8  |
| 5  | 조르조 키엘리니   | 2004–2022 | 117  | 8  |
| 5  | 다니엘레 데 로시  | 2004–2017 | 117  | 21 |
| 7  | 안드레아 피를로   | 2002–2015 | 116  | 13 |
| 8  | 디노 초프         | 1968–1983 | 112  | 0  |
| 9  | 잔루카 참브로타   | 1999–2010 | 98   | 2  |
| 10 | 자친토 파케티     | 1963–1977 | 94   | 3  |

굵은 글씨로 쓰여진 선수는 현역이다.

#### 최다 득점 선수
선수들의 득점 기록은 2021년 11월 15일을 기준으로 되어 있다.

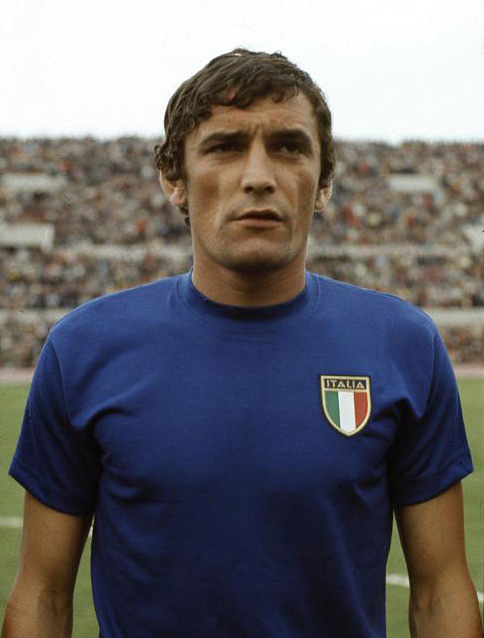
루이지 리바는 35골로 이탈리아 국가대표팀 최다 득점 선수이다.

| # | 성명                  | 연도      | 골 | 출장 | 득점률 |
| - | --------------------- | --------- | -- | ---- | ------ |
| 1 | 루이지 리바           | 1965–1974 | 35 | 42   | 1      |
| 2 | 주세페 메아차         | 1930–1939 | 33 | 53   | 0 1    |
| 3 | 실비오 피올라         | 1935–1952 | 30 | 34   | 0.88   |
| 4 | 로베르토 바조         | 1988–2004 | 27 | 56   | 1      |
| 4 | 알레산드로 델 피에로  | 1995–2008 | 27 | 91   | 0.30   |
| 6 | 아돌포 발론치에리     | 1920–1930 | 25 | 47   | 0.53   |
| 6 | 필리포 인자기         | 1997–2007 | 25 | 57   | 0.44   |
| 6 | 알레산드로 알토벨리   | 1980–1988 | 25 | 61   | 0.41   |
| 9 | 크리스티안 비에리     | 1997–2005 | 23 | 49   | 0.47   |
| 9 | 프란체스코 그라치아니 | 1975–1983 | 23 | 64   | 0.36   |

굵은 글씨로 쓰여진 선수는 현역이다.

## 국제대회 기록

### FIFA 월드컵
| FIFA 월드컵 본선 기록 | FIFA 월드컵 본선 기록      | FIFA 월드컵 본선 기록      | FIFA 월드컵 본선 기록      | FIFA 월드컵 본선 기록      | FIFA 월드컵 본선 기록      | FIFA 월드컵 본선 기록      | FIFA 월드컵 본선 기록      | FIFA 월드컵 본선 기록      | FIFA 월드컵 본선 기록      | FIFA 월드컵 예선 기록                 | FIFA 월드컵 예선 기록                 | FIFA 월드컵 예선 기록                 | FIFA 월드컵 예선 기록                 | FIFA 월드컵 예선 기록                 | FIFA 월드컵 예선 기록                 | FIFA 월드컵 예선 기록                 |
| 년도                  | 결과                       | 순위                       | 경기                       | 승                         | 무*                        | 패                         | 득점                       | 실점                       | 승점                       | 경기                                  | 승                                    | 무*                                   | 패                                    | 득점                                  | 실점                                  | 승점                                  |
| --------------------- | -------------------------- | -------------------------- | -------------------------- | -------------------------- | -------------------------- | -------------------------- | -------------------------- | -------------------------- | -------------------------- | ------------------------------------- | ------------------------------------- | ------------------------------------- | ------------------------------------- | ------------------------------------- | ------------------------------------- | ------------------------------------- |
| 1930년                | 불참                       | 불참                       | 불참                       | 불참                       | 불참                       | 불참                       | 불참                       | 불참                       | 불참                       | 불참                                  | 불참                                  | 불참                                  | 불참                                  | 불참                                  | 불참                                  | 불참                                  |
| 1934년                | 우승                       | 1위                        | 5                          | 4                          | 1                          | 0                          | 12                         | 3                          | 13                         | 1                                     | 1                                     | 0                                     | 0                                     | 4                                     | 0                                     | 3                                     |
| 1938년                | 우승                       | 1위                        | 4                          | 4                          | 0                          | 0                          | 11                         | 5                          | 12                         | 자동참가(전 대회 우승국)              | 자동참가(전 대회 우승국)              | 자동참가(전 대회 우승국)              | 자동참가(전 대회 우승국)              | 자동참가(전 대회 우승국)              | 자동참가(전 대회 우승국)              | 자동참가(전 대회 우승국)              |
| 1950년                | 조별리그                   | 7위                        | 2                          | 1                          | 0                          | 1                          | 4                          | 3                          | 3                          | 자동참가(전 대회 우승국)              | 자동참가(전 대회 우승국)              | 자동참가(전 대회 우승국)              | 자동참가(전 대회 우승국)              | 자동참가(전 대회 우승국)              | 자동참가(전 대회 우승국)              | 자동참가(전 대회 우승국)              |
| 1954년                | 조별리그                   | 10위                       | 3                          | 1                          | 0                          | 2                          | 6                          | 7                          | 3                          | 2                                     | 2                                     | 0                                     | 0                                     | 7                                     | 2                                     | 6                                     |
| 1958년                | 지역 예선 탈락             | 지역 예선 탈락             | 지역 예선 탈락             | 지역 예선 탈락             | 지역 예선 탈락             | 지역 예선 탈락             | 지역 예선 탈락             | 지역 예선 탈락             | 지역 예선 탈락             | 4                                     | 2                                     | 0                                     | 2                                     | 5                                     | 5                                     | 6                                     |
| 1962년                | 조별리그                   | 9위                        | 3                          | 1                          | 1                          | 1                          | 3                          | 2                          | 4                          | 2                                     | 2                                     | 0                                     | 0                                     | 10                                    | 2                                     | 6                                     |
| 1966년                | 조별리그                   | 9위                        | 3                          | 1                          | 0                          | 2                          | 2                          | 2                          | 3                          | 6                                     | 4                                     | 1                                     | 1                                     | 17                                    | 3                                     | 13                                    |
| 1970년                | 준우승                     | 2위                        | 6                          | 3                          | 2                          | 1                          | 10                         | 8                          | 11                         | 4                                     | 3                                     | 1                                     | 0                                     | 10                                    | 3                                     | 10                                    |
| 1974년                | 조별리그                   | 10위                       | 3                          | 1                          | 1                          | 1                          | 5                          | 4                          | 4                          | 6                                     | 4                                     | 2                                     | 0                                     | 12                                    | 0                                     | 14                                    |
| 1978년                | 준결승                     | 4위                        | 7                          | 4                          | 1                          | 2                          | 9                          | 6                          | 13                         | 6                                     | 5                                     | 0                                     | 1                                     | 18                                    | 4                                     | 15                                    |
| 1982년                | 우승                       | 1위                        | 7                          | 4                          | 3                          | 0                          | 12                         | 6                          | 15                         | 8                                     | 5                                     | 2                                     | 1                                     | 12                                    | 5                                     | 17                                    |
| 1986년                | 16강                       | 12위                       | 4                          | 1                          | 2                          | 1                          | 5                          | 6                          | 5                          | 자동참가(전 대회 우승국)              | 자동참가(전 대회 우승국)              | 자동참가(전 대회 우승국)              | 자동참가(전 대회 우승국)              | 자동참가(전 대회 우승국)              | 자동참가(전 대회 우승국)              | 자동참가(전 대회 우승국)              |
| 1990년                | 준결승                     | 3위                        | 7                          | 6                          | 1                          | 0                          | 10                         | 2                          | 19                         | 자동참가(개최국)                      | 자동참가(개최국)                      | 자동참가(개최국)                      | 자동참가(개최국)                      | 자동참가(개최국)                      | 자동참가(개최국)                      | 자동참가(개최국)                      |
| 1994년                | 준우승                     | 2위                        | 7                          | 4                          | 2                          | 1                          | 8                          | 5                          | 14                         | 10                                    | 7                                     | 2                                     | 1                                     | 22                                    | 7                                     | 23                                    |
| 1998년                | 8강                        | 5위                        | 5                          | 3                          | 2                          | 0                          | 8                          | 3                          | 11                         | 10                                    | 6                                     | 4                                     | 0                                     | 13                                    | 2                                     | 22                                    |
| 2002년                | 16강                       | 15위                       | 4                          | 1                          | 1                          | 2                          | 5                          | 5                          | 4                          | 8                                     | 6                                     | 2                                     | 0                                     | 16                                    | 3                                     | 20                                    |
| 2006년                | 우승                       | 1위                        | 7                          | 5                          | 2                          | 0                          | 12                         | 2                          | 17                         | 10                                    | 7                                     | 2                                     | 1                                     | 17                                    | 8                                     | 23                                    |
| 2010년                | 조별리그                   | 26위                       | 3                          | 0                          | 2                          | 1                          | 4                          | 5                          | 2                          | 10                                    | 7                                     | 3                                     | 0                                     | 18                                    | 7                                     | 24                                    |
| 2014년                | 조별리그                   | 22위                       | 3                          | 1                          | 0                          | 2                          | 2                          | 3                          | 3                          | 10                                    | 6                                     | 4                                     | 0                                     | 19                                    | 9                                     | 22                                    |
| 2018년                | 지역 예선 탈락             | 지역 예선 탈락             | 지역 예선 탈락             | 지역 예선 탈락             | 지역 예선 탈락             | 지역 예선 탈락             | 지역 예선 탈락             | 지역 예선 탈락             | 지역 예선 탈락             | 12                                    | 7                                     | 3                                     | 2                                     | 21                                    | 9                                     | 24                                    |
| 2022년                | 9                          | 4                          | 4                          | 1                          | 13                         | 3                          | 16                         |                            |                            |                                       |                                       |                                       |                                       |                                       |                                       |                                       |
| 합계                  | 18회 진출(18/21)           | 우승(4회)                  | 83                         | 45                         | 21                         | 17                         | 128                        | 77                         | 156                        | 118                                   | 78                                    | 30                                    | 10                                    | 234                                   | 72                                    | 264                                   |
| 순위                  | FIFA 월드컵 역대 순위: 4위 | FIFA 월드컵 역대 순위: 4위 | FIFA 월드컵 역대 순위: 4위 | FIFA 월드컵 역대 순위: 4위 | FIFA 월드컵 역대 순위: 4위 | FIFA 월드컵 역대 순위: 4위 | FIFA 월드컵 역대 순위: 4위 | FIFA 월드컵 역대 순위: 4위 | FIFA 월드컵 역대 순위: 4위 | 월드컵 예선 승점 순위: 17위(유럽 9위) | 월드컵 예선 승점 순위: 17위(유럽 9위) | 월드컵 예선 승점 순위: 17위(유럽 9위) | 월드컵 예선 승점 순위: 17위(유럽 9위) | 월드컵 예선 승점 순위: 17위(유럽 9위) | 월드컵 예선 승점 순위: 17위(유럽 9위) | 월드컵 예선 승점 순위: 17위(유럽 9위) |

자세한 내용은 이탈리아의 FIFA 월드컵 성적 참조.
* 무승부 횟수는 승부차기로 승부가 결정된 녹아웃 토너먼트 경기도 포함된다.
** 금색은 우승한 대회를 나타낸다.
*** 적색 테두리는 개최한 대회를 나타낸다.

### UEFA 유럽 축구 선수권 대회
| UEFA 유로 대회 본선 | UEFA 유로 대회 본선                  | UEFA 유로 대회 본선                  | UEFA 유로 대회 본선                  | UEFA 유로 대회 본선                  | UEFA 유로 대회 본선                  | UEFA 유로 대회 본선                  | UEFA 유로 대회 본선                  | UEFA 유로 대회 본선                  | UEFA 유로 대회 본선                  | UEFA 유로 대회 예선      | UEFA 유로 대회 예선      | UEFA 유로 대회 예선      | UEFA 유로 대회 예선      | UEFA 유로 대회 예선      | UEFA 유로 대회 예선      | UEFA 유로 대회 예선      |
| 년도                | 결과                                 | 순위                                 | 경기                                 | 승                                   | 무*                                  | 패                                   | 득점                                 | 실점                                 | 승점                                 | 경기                     | 승                       | 무*                      | 패                       | 득점                     | 실점                     | 승점                     |
| ------------------- | ------------------------------------ | ------------------------------------ | ------------------------------------ | ------------------------------------ | ------------------------------------ | ------------------------------------ | ------------------------------------ | ------------------------------------ | ------------------------------------ | ------------------------ | ------------------------ | ------------------------ | ------------------------ | ------------------------ | ------------------------ | ------------------------ |
| 1960년              | 불참                                 | 불참                                 | 불참                                 | 불참                                 | 불참                                 | 불참                                 | 불참                                 | 불참                                 | 불참                                 | 불참                     | 불참                     | 불참                     | 불참                     | 불참                     | 불참                     | 불참                     |
| 1964년              | 예선 탈락                            | 예선 탈락                            | 예선 탈락                            | 예선 탈락                            | 예선 탈락                            | 예선 탈락                            | 예선 탈락                            | 예선 탈락                            | 예선 탈락                            | 4                        | 2                        | 1                        | 1                        | 8                        | 3                        | 7                        |
| 1968년              | 우승                                 | 1위                                  | 3                                    | 1                                    | 2                                    | 0                                    | 3                                    | 1                                    | 5                                    | 8                        | 6                        | 1                        | 1                        | 21                       | 6                        | 19                       |
| 1972년              | 예선 탈락                            | 예선 탈락                            | 예선 탈락                            | 예선 탈락                            | 예선 탈락                            | 예선 탈락                            | 예선 탈락                            | 예선 탈락                            | 예선 탈락                            | 8                        | 4                        | 3                        | 1                        | 13                       | 6                        | 15                       |
| 1976년              | 예선 탈락                            | 예선 탈락                            | 예선 탈락                            | 예선 탈락                            | 예선 탈락                            | 예선 탈락                            | 예선 탈락                            | 예선 탈락                            | 예선 탈락                            | 6                        | 2                        | 3                        | 1                        | 3                        | 3                        | 9                        |
| 1980년              | 준결승                               | 4위                                  | 4                                    | 1                                    | 3                                    | 0                                    | 2                                    | 1                                    | 6                                    | 자동 참가(개최국)        | 자동 참가(개최국)        | 자동 참가(개최국)        | 자동 참가(개최국)        | 자동 참가(개최국)        | 자동 참가(개최국)        | 자동 참가(개최국)        |
| 1984년              | 예선 탈락                            | 예선 탈락                            | 예선 탈락                            | 예선 탈락                            | 예선 탈락                            | 예선 탈락                            | 예선 탈락                            | 예선 탈락                            | 예선 탈락                            | 8                        | 1                        | 3                        | 4                        | 6                        | 12                       | 6                        |
| 1988년              | 준결승                               | 4위                                  | 4                                    | 2                                    | 1                                    | 1                                    | 4                                    | 3                                    | 7                                    | 8                        | 6                        | 1                        | 1                        | 16                       | 4                        | 19                       |
| 1992년              | 예선 탈락                            | 예선 탈락                            | 예선 탈락                            | 예선 탈락                            | 예선 탈락                            | 예선 탈락                            | 예선 탈락                            | 예선 탈락                            | 예선 탈락                            | 8                        | 3                        | 4                        | 1                        | 12                       | 5                        | 13                       |
| 1996년              | 조별리그                             | 10위                                 | 3                                    | 1                                    | 1                                    | 1                                    | 3                                    | 3                                    | 4                                    | 10                       | 7                        | 2                        | 1                        | 20                       | 6                        | 23                       |
| 2000년              | 준우승                               | 2위                                  | 6                                    | 4                                    | 1                                    | 1                                    | 9                                    | 4                                    | 13                                   | 8                        | 4                        | 3                        | 1                        | 13                       | 5                        | 15                       |
| 2004년              | 조별리그                             | 9위                                  | 3                                    | 1                                    | 2                                    | 0                                    | 3                                    | 2                                    | 5                                    | 8                        | 5                        | 2                        | 1                        | 17                       | 4                        | 17                       |
| 2008년              | 8강                                  | 8위                                  | 4                                    | 1                                    | 2                                    | 1                                    | 3                                    | 4                                    | 5                                    | 12                       | 9                        | 2                        | 1                        | 22                       | 9                        | 29                       |
| 2012년              | 준우승                               | 2위                                  | 6                                    | 2                                    | 3                                    | 1                                    | 6                                    | 7                                    | 9                                    | 10                       | 8                        | 2                        | 0                        | 20                       | 2                        | 26                       |
| 2016년              | 8강                                  | 5위                                  | 5                                    | 3                                    | 1                                    | 1                                    | 6                                    | 2                                    | 10                                   | 10                       | 7                        | 3                        | 0                        | 16                       | 7                        | 24                       |
| 2020년              | 우승                                 | 1위                                  | 7                                    | 5                                    | 2                                    | 0                                    | 13                                   | 4                                    | 17                                   | 10                       | 10                       | 0                        | 0                        | 37                       | 4                        | 30                       |
| 2024년              | 16강                                 | 14위                                 | 4                                    | 1                                    | 1                                    | 2                                    | 3                                    | 5                                    | 4                                    | 8                        | 4                        | 2                        | 2                        | 16                       | 9                        | 14                       |
| 합계                | 11회 진출(11/17)                     | 우승(2회)                            | 49                                   | 22                                   | 19                                   | 8                                    | 55                                   | 36                                   | 85                                   | 126                      | 78                       | 32                       | 16                       | 240                      | 85                       | 266                      |
| 순위                | UEFA 유럽 축구 선수권 대회 순위: 2위 | UEFA 유럽 축구 선수권 대회 순위: 2위 | UEFA 유럽 축구 선수권 대회 순위: 2위 | UEFA 유럽 축구 선수권 대회 순위: 2위 | UEFA 유럽 축구 선수권 대회 순위: 2위 | UEFA 유럽 축구 선수권 대회 순위: 2위 | UEFA 유럽 축구 선수권 대회 순위: 2위 | UEFA 유럽 축구 선수권 대회 순위: 2위 | UEFA 유럽 축구 선수권 대회 순위: 2위 | 유로 예선 승점 순위: 7위 | 유로 예선 승점 순위: 7위 | 유로 예선 승점 순위: 7위 | 유로 예선 승점 순위: 7위 | 유로 예선 승점 순위: 7위 | 유로 예선 승점 순위: 7위 | 유로 예선 승점 순위: 7위 |

* 무승부 횟수는 승부차기로 승부가 결정된 녹아웃 토너먼트 경기도 포함된다.
** 금색은 우승한 대회를 나타낸다.
*** 적색 테두리는 개최한 대회를 나타낸다.

### FIFA 컨페더레이션스컵
| FIFA 컨페더레이션스컵 기록 | FIFA 컨페더레이션스컵 기록            | FIFA 컨페더레이션스컵 기록            | FIFA 컨페더레이션스컵 기록            | FIFA 컨페더레이션스컵 기록            | FIFA 컨페더레이션스컵 기록            | FIFA 컨페더레이션스컵 기록            | FIFA 컨페더레이션스컵 기록            | FIFA 컨페더레이션스컵 기록            | FIFA 컨페더레이션스컵 기록            |
| 년도                       | 결과                                  | 순위                                  | 경기                                  | 승                                    | 무*                                   | 패                                    | 득점                                  | 실점                                  | 승점                                  |
| -------------------------- | ------------------------------------- | ------------------------------------- | ------------------------------------- | ------------------------------------- | ------------------------------------- | ------------------------------------- | ------------------------------------- | ------------------------------------- | ------------------------------------- |
| 1992년                     | 진출 실패                             | 진출 실패                             | 진출 실패                             | 진출 실패                             | 진출 실패                             | 진출 실패                             | 진출 실패                             | 진출 실패                             | 진출 실패                             |
| 1995년                     | 진출 실패                             | 진출 실패                             | 진출 실패                             | 진출 실패                             | 진출 실패                             | 진출 실패                             | 진출 실패                             | 진출 실패                             | 진출 실패                             |
| 1997년                     | 진출 실패                             | 진출 실패                             | 진출 실패                             | 진출 실패                             | 진출 실패                             | 진출 실패                             | 진출 실패                             | 진출 실패                             | 진출 실패                             |
| 1999년                     | 진출 실패                             | 진출 실패                             | 진출 실패                             | 진출 실패                             | 진출 실패                             | 진출 실패                             | 진출 실패                             | 진출 실패                             | 진출 실패                             |
| 2001년                     | 진출 실패                             | 진출 실패                             | 진출 실패                             | 진출 실패                             | 진출 실패                             | 진출 실패                             | 진출 실패                             | 진출 실패                             | 진출 실패                             |
| 2003년                     | 진출 실패                             | 진출 실패                             | 진출 실패                             | 진출 실패                             | 진출 실패                             | 진출 실패                             | 진출 실패                             | 진출 실패                             | 진출 실패                             |
| 2005년                     | 진출 실패                             | 진출 실패                             | 진출 실패                             | 진출 실패                             | 진출 실패                             | 진출 실패                             | 진출 실패                             | 진출 실패                             | 진출 실패                             |
| 2009년                     | 조별리그                              | 5위                                   | 3                                     | 1                                     | 0                                     | 2                                     | 3                                     | 5                                     | 3                                     |
| 2013년                     | 준결승                                | 3위                                   | 5                                     | 2                                     | 1                                     | 2                                     | 10                                    | 11                                    | 7                                     |
| 2017년                     | 진출 실패                             | 진출 실패                             | 진출 실패                             | 진출 실패                             | 진출 실패                             | 진출 실패                             | 진출 실패                             | 진출 실패                             | 진출 실패                             |
| 합계                       | 2회 진출(2/10)                        | 준결승(1회)                           | 8                                     | 3                                     | 1                                     | 4                                     | 13                                    | 16                                    | 10                                    |
| 순위                       | FIFA 컨페더레이션스컵 역대 순위: 13위 | FIFA 컨페더레이션스컵 역대 순위: 13위 | FIFA 컨페더레이션스컵 역대 순위: 13위 | FIFA 컨페더레이션스컵 역대 순위: 13위 | FIFA 컨페더레이션스컵 역대 순위: 13위 | FIFA 컨페더레이션스컵 역대 순위: 13위 | FIFA 컨페더레이션스컵 역대 순위: 13위 | FIFA 컨페더레이션스컵 역대 순위: 13위 | FIFA 컨페더레이션스컵 역대 순위: 13위 |

* 무승부 횟수는 승부차기로 승부가 결정된 녹아웃 토너먼트 경기도 포함된다.

### 하계 올림픽
| 올림픽 축구 기록                  | 올림픽 축구 기록 | 올림픽 축구 기록 | 올림픽 축구 기록 | 올림픽 축구 기록 | 올림픽 축구 기록 | 올림픽 축구 기록 | 올림픽 축구 기록 | 올림픽 축구 기록 | 올림픽 축구 기록 |
| 년도                              | 결과             | 순위             | 경기             | 승               | 무*              | 패               | 득점             | 실점             | 승점             |
| --------------------------------- | ---------------- | ---------------- | ---------------- | ---------------- | ---------------- | ---------------- | ---------------- | ---------------- | ---------------- |
| 1900년                            | 불참             | 불참             | 불참             | 불참             | 불참             | 불참             | 불참             | 불참             | 불참             |
| 1904년                            | 불참             | 불참             | 불참             | 불참             | 불참             | 불참             | 불참             | 불참             | 불참             |
| 1908년                            | 불참             | 불참             | 불참             | 불참             | 불참             | 불참             | 불참             | 불참             | 불참             |
| 1912년                            | 1라운드          | 9위              | 1                | 0                | 0                | 1                | 2                | 3                | 0                |
| 1920년                            | 8강              | 5위              | 4                | 2                | 0                | 2                | 5                | 7                | 6                |
| 1924년                            | 8강              | 6위              | 2                | 1                | 0                | 1                | 3                | 2                | 3                |
| 1928년                            | 동메달           | 3위              | 5                | 3                | 1                | 1                | 25               | 11               | 10               |
| 1936년                            | 금메달           | 우승             | 4                | 4                | 0                | 0                | 13               | 2                | 12               |
| 1948년                            | 8강              | 5위              | 2                | 1                | 0                | 1                | 12               | 5                | 3                |
| 1952년                            | 1라운드          | 13위             | 2                | 1                | 0                | 1                | 9                | 3                | 3                |
| 1956년                            | 진출 실패        | 진출 실패        | 진출 실패        | 진출 실패        | 진출 실패        | 진출 실패        | 진출 실패        | 진출 실패        | 진출 실패        |
| 1960년                            | 준결승           | 4위              | 5                | 3                | 1                | 1                | 11               | 7                | 10               |
| 1964년                            | 기권             | 기권             | 기권             | 기권             | 기권             | 기권             | 기권             | 기권             | 기권             |
| 1968년                            | 예선 도중 기권   | 예선 도중 기권   | 예선 도중 기권   | 예선 도중 기권   | 예선 도중 기권   | 예선 도중 기권   | 예선 도중 기권   | 예선 도중 기권   | 예선 도중 기권   |
| 1972년                            | 진출 실패        | 진출 실패        | 진출 실패        | 진출 실패        | 진출 실패        | 진출 실패        | 진출 실패        | 진출 실패        | 진출 실패        |
| 1976년                            | 진출 실패        | 진출 실패        | 진출 실패        | 진출 실패        | 진출 실패        | 진출 실패        | 진출 실패        | 진출 실패        | 진출 실패        |
| 1980년                            | 진출 실패        | 진출 실패        | 진출 실패        | 진출 실패        | 진출 실패        | 진출 실패        | 진출 실패        | 진출 실패        | 진출 실패        |
| 1984년                            | 준결승           | 4위              | 6                | 3                | 0                | 3                | 5                | 5                | 9                |
| 1988년                            | 준결승           | 4위              | 6                | 3                | 0                | 3                | 11               | 13               | 9                |
| 23세 이하 대표팀 경기로 규칙 변경 |                  |                  |                  |                  |                  |                  |                  |                  |                  |
| 합계                              | 15회 진출(15/26) | 금메달(1회)      | 58               | 31               | 5                | 22               | 123              | 82               | 98               |

### 지중해 경기 대회
| 지중해 경기 대회 기록 | 지중해 경기 대회 기록 | 지중해 경기 대회 기록 | 지중해 경기 대회 기록 | 지중해 경기 대회 기록 | 지중해 경기 대회 기록 | 지중해 경기 대회 기록 | 지중해 경기 대회 기록 | 지중해 경기 대회 기록 | 지중해 경기 대회 기록 |
| 년도                  | 결과                  | 순위                  | 경기                  | 승                    | 무*                   | 패                    | 득점                  | 실점                  | 승점                  |
| --------------------- | --------------------- | --------------------- | --------------------- | --------------------- | --------------------- | --------------------- | --------------------- | --------------------- | --------------------- |
| 1951년                | 진출 실패             | 진출 실패             | 진출 실패             | 진출 실패             | 진출 실패             | 진출 실패             | 진출 실패             | 진출 실패             | 진출 실패             |
| 1955년                | 진출 실패             | 진출 실패             | 진출 실패             | 진출 실패             | 진출 실패             | 진출 실패             | 진출 실패             | 진출 실패             | 진출 실패             |
| 1959년                | 금메달                | 우승                  | 4                     | 3                     | 1                     | 0                     | 10                    | 2                     | 10                    |
| 1963년                | 금메달                | 우승                  | 4                     | 4                     | 0                     | 0                     | 15                    | 1                     | 12                    |
| 1967년                | 금메달                | 우승                  | 5                     | 3                     | 1                     | 1                     | 8                     | 2                     | 10                    |
| 1971년                | 진출 실패             | 진출 실패             | 진출 실패             | 진출 실패             | 진출 실패             | 진출 실패             | 진출 실패             | 진출 실패             | 진출 실패             |
| 1975년                | 진출 실패             | 진출 실패             | 진출 실패             | 진출 실패             | 진출 실패             | 진출 실패             | 진출 실패             | 진출 실패             | 진출 실패             |
| 1979년                | 진출 실패             | 진출 실패             | 진출 실패             | 진출 실패             | 진출 실패             | 진출 실패             | 진출 실패             | 진출 실패             | 진출 실패             |
| 1983년                | 진출 실패             | 진출 실패             | 진출 실패             | 진출 실패             | 진출 실패             | 진출 실패             | 진출 실패             | 진출 실패             | 진출 실패             |
| 1987년                | 진출 실패             | 진출 실패             | 진출 실패             | 진출 실패             | 진출 실패             | 진출 실패             | 진출 실패             | 진출 실패             | 진출 실패             |
| 1991년                | 조별리그              | 6위                   | 2                     | 1                     | 0                     | 1                     | 1                     | 2                     | 3                     |
| 1993년                | 준결승                | 4위                   | 4                     | 2                     | 0                     | 2                     | 5                     | 4                     | 6                     |
| 1997년                | 금메달                | 우승                  | 4                     | 3                     | 1                     | 0                     | 11                    | 1                     | 10                    |
| 2001년                | 은메달                | 준우승                | 4                     | 3                     | 0                     | 1                     | 5                     | 3                     | 9                     |
| 2005년                | 8강                   | 5위                   | 3                     | 1                     | 1                     | 1                     | 4                     | 2                     | 4                     |
| 2009년                | 은메달                | 준우승                | 4                     | 2                     | 1                     | 1                     | 6                     | 4                     | 7                     |
| 2013년                | 조별리그              | 7위                   | 5                     | 2                     | 1                     | 2                     | 11                    | 9                     | 7                     |
| 2018년                |                       |                       |                       |                       |                       |                       |                       |                       |                       |
| 합계                  | 10회 진출(10/17)      | 금메달(4회)           | 39                    | 24                    | 6                     | 9                     | 76                    | 30                    | 78                    |

## 같이 보기
- 이탈리아 여자 축구 국가대표팀
- 이탈리아 U-21 축구 국가대표팀
- 이탈리아 U-19 축구 국가대표팀
- 이탈리아 U-17 축구 국가대표팀
- 이탈리아 비치 사커 국가대표팀
- 이탈리아 풋살 국가대표팀
- 세리에 A
- 이탈리아의 스포츠